# Streitfragen zur Titanic

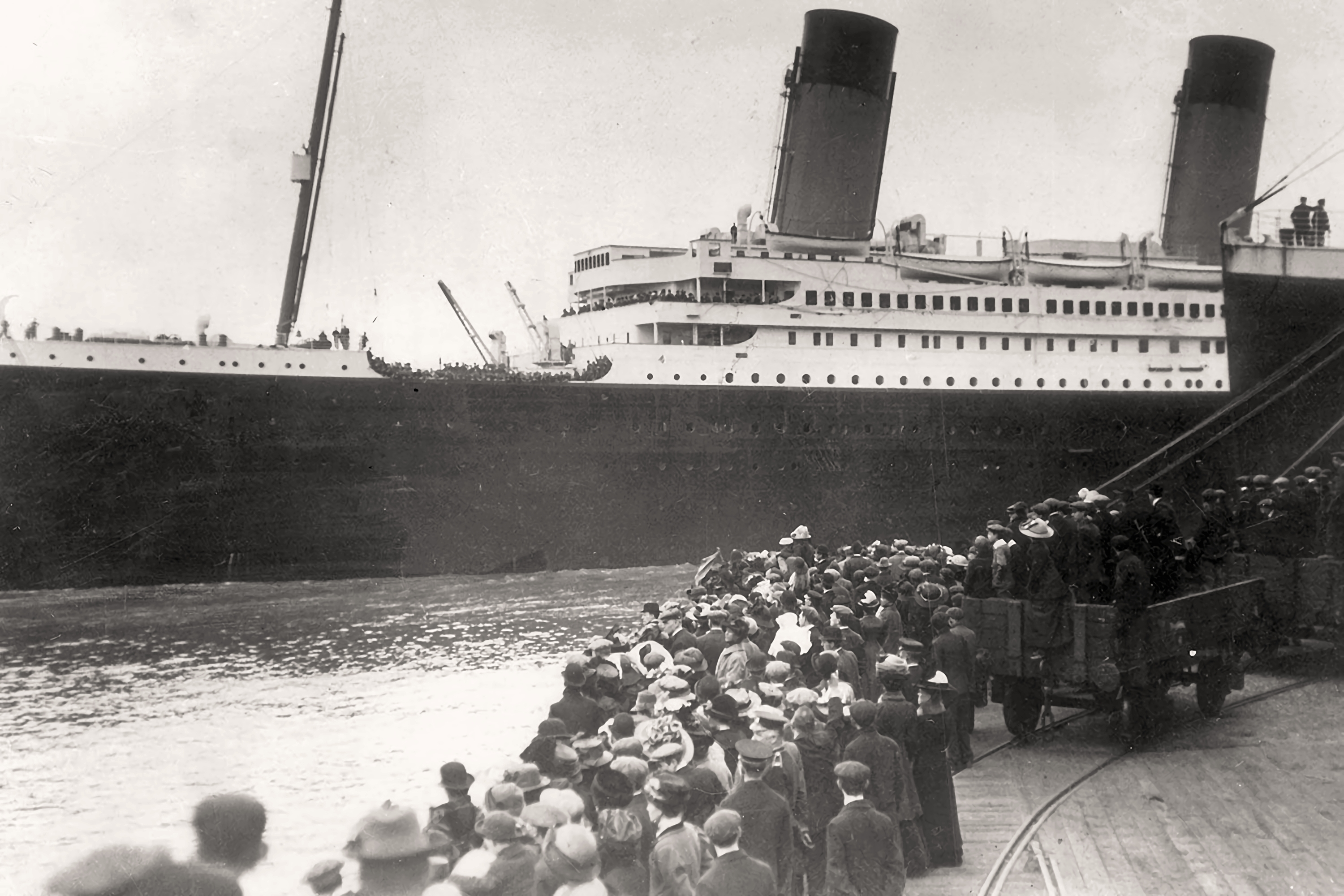
Die Titanic in Southampton (Südengland) am 10. April 1912

Über die Titanic gibt es eine Vielzahl an Streitfragen, Irrtümer, Legenden und Verschwörungserzählungen. Der Transatlantikliner Titanic sank am 15. April 1912 im Nordatlantik und nahm über 1500 Menschen mit in den Tod. Sofort sah man in den Medien das große Interesse der Öffentlichkeit am Unglück, das auch heutzutage nicht völlig verschwunden ist.
Umstritten war schon kurz nach dem Untergang das Verhalten einzelner Personen wie den Offizieren der Titanic oder von Männern, die es trotz der Losung „Frauen und Kinder zuerst“ in die Rettungsboote geschafft haben. Man interessierte sich auch für technische Fragen wie das Auseinanderbrechen des Schiffes, das erst durch die Entdeckung des Wracks 1985 bestätigt werden konnte. Hinzu kommen Verschwörungserzählungen, denen zufolge zum Beispiel das Schiff mit Absicht versenkt worden sei.

## Hintergründe
Die Titanic war ein Schiff der britischen White Star Line, das im Mai 1911 in Belfast vom Stapel lief. Am 10. April 1912 begann ihre Jungfernfahrt in Southampton (Süd-England). Nach Zwischenstopps fuhr sie am 11. April in den Nordatlantik. Am 14. April um 23:40 Uhr stieß das Schiff mit einem Eisberg zusammen. Dadurch entstanden auf so unglückliche Weise Lecks, dass in fünf voneinander abtrennbare Abteilungen des Rumpfes Wasser eindrang. Bei nur vier Abteilungen hätte das Schiff, laut Plan, weiterschwimmen können. So aber führten die Lecks dazu, dass die Titanic innerhalb von zwei Stunden und vierzig Minuten sank.
In dieser Zeit wurden die Rettungsboote der Titanic zu Wasser gelassen; aus verschiedenen Gründen waren viele unterbesetzt. Außerdem funkten die Funker der Titanic Notrufe. Zu den Schiffen, die einen Notruf empfingen, gehörte die Carpathia, die sich sofort auf den Weg machte. Als sie am frühen Morgen die Unglücksstelle erreichte, war die Titanic längst gesunken. Die Carpathia brachte die Überlebenden aus den Rettungsbooten zum Zielhafen der Titanic, nach New York. Aufgrund der niedrigen Wassertemperatur des Nordatlantiks konnten nur die Passagiere das Unglück überleben, die es in ein Rettungsboot geschafft hatten. So wurden etwa 700 Menschen gerettet, während 1500 im eiskalten Wasser umkamen.
Über die Titanic gibt es eine große Menge an Sachliteratur, Bildern, Filmmaterial und fiktionalen Darstellungen. Sowohl in fiktionalen wie auch in nichtfiktionalen Werken finden sich neben sachlichen Fehlern oder Irrtümern der Autoren immer wieder auch sensationslüsterne Übertreibungen oder Legenden. Zudem änderte sich im Laufe der Zeit durch die Gewinnung neuer Forschungserkenntnisse auch die Faktenlage, so dass einige Literatur mittlerweile als überholt angesehen werden muss.
Die Komplexität der zahlreichen verschiedenen Vorgänge im Rahmen des Unglücks bringt es zudem mit sich, dass einige strittige Fragen zum Untergang der Titanic bis heute nicht abschließend geklärt sind.

Eine Quelle für Fehler und Übertreibungen waren bereits die Zeitungsartikel, die unmittelbar nach dem Untergang entstanden. Sie beruhten teilweise auf Gerüchten oder der Fantasie von Überlebenden oder auch nur der Journalisten. Ein sehr offensichtliches Beispiel hierfür waren Schlagzeilen wie „No lives lost“ oder „All saved from Titanic“ wie sie unter anderem von der Detroit News oder der Evening Sun gedruckt wurden. Andere Irrtümer wurden von Romanen und Filmen (weiter) verbreitet.

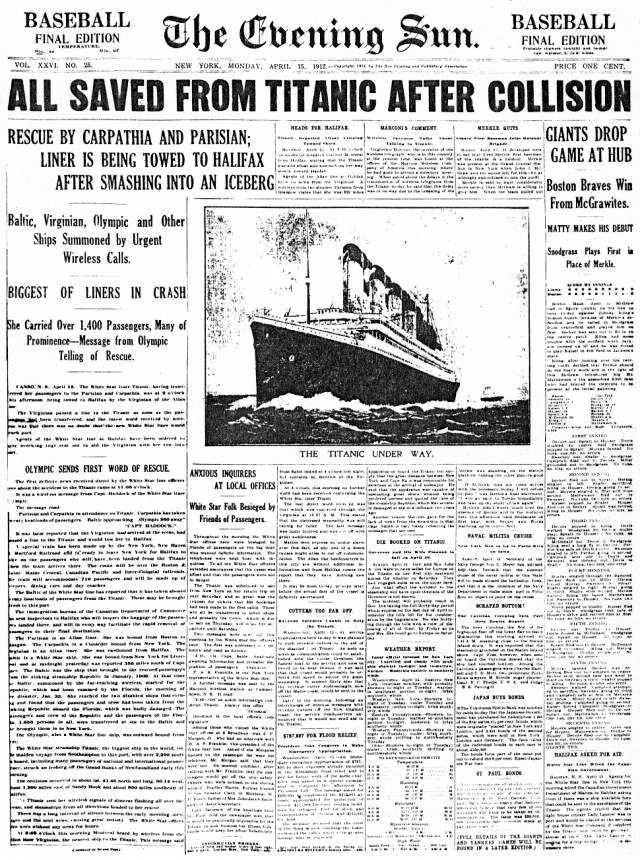
Titelseite der Zeitung “The Evening Sun” vom 15. April 1912, auf der fälschlicherweise von der Rettung aller Passagiere und des Abschleppens der beschädigten Titanic nach Halifax berichtet wird.

Auch historisches und nachträglich entstandenes Bildmaterial kann problematisch sein. Auf Zeichnungen wurde der Untergang oftmals besonders spektakulär dargestellt. In Fernsehdokumentationen werden oft andere Schiffe als die Titanic gezeigt: Manchmal handelt es sich um das Schwesterschiff Olympic, nicht selten aber um einen beliebigen anderen Dampfer mit vier Schornsteinen, zum Beispiel die Lusitania. Gerade Spielfilme können falsche Vorstellungen vermitteln, weil sie reale Ereignisse mit fiktionalen Elementen vermischen. Diese Mischung und auch die Unsicherheit mancher Erkenntnisse wird im Film nicht thematisiert und bleibt durch die Eindrücklichkeit des Mediums Film in der Erinnerung der Zuschauer.

## Allgemeine Aussagen

### Größtes Schiff der Welt

Die Titanic, hier in dunkelblau, im Größenvergleich. Das große, graue Schiff im Hintergrund ist die Queen Mary 2.

Es ist durchaus korrekt zu sagen, dass die Titanic zu ihrer (kurzen) Zeit das größte Schiff der Welt war. Damit löste sie ihr Schwesterschiff ab, die Olympic aus dem Jahr 1911. Zwar waren beide Schiffe baugleich und daher gleich lang, breit und hoch. Jedoch war bei der Titanic das A-Promenadendeck nicht offen, sondern zur Hälfte verglast, und ein Bereich des B-Decks wurde mit größeren Kabinen versehen. Folglich war bei der Titanic etwas mehr Raum umbaut und das Gesamtgewicht etwas höher, so dass sie rechnerisch als das größere Schiff galt. Sie wirkte aber zum Beispiel aus der Ferne nicht größer als ihr Schwesterschiff. Nach dem Untergang der Titanic war dann die Olympic wieder das größte Schiff der Welt.
Die Größenangaben können sich je nach Quelle unterscheiden. Die Verdrängung (displacement) wird meist mit 53.310 Tonnen bei 34 Fuß angegeben, in manchen Werken aber auch mit 66.000 Tonnen. Dazu hätte man das Schiff aber exzessiv beladen müssen. Die Berechnung hängt sowieso von einigen Faktoren ab. In Sachen Verdrängung gab es keinen Unterschied zwischen Olympic und Titanic, wohl aber bei der gross registered tonnage, einem heute veralteten Maß. Dabei geht es um den umschlossenen Raum. Die Titanic (46.328,54 Tonnen) war wegen einiger Anpassungen um 1.004 Tonnen größer als die Olympic. Allerdings: Später wurde wiederum die Olympic verändert, so dass sie die bereits versunkene Titanic um 111 Tonnen übertraf. (Zum Vergleich der Stolz der Cunard-Linie: Lusitania 31.440,47 Tonnen, Mauretania 31.937,69 Tonnen.)

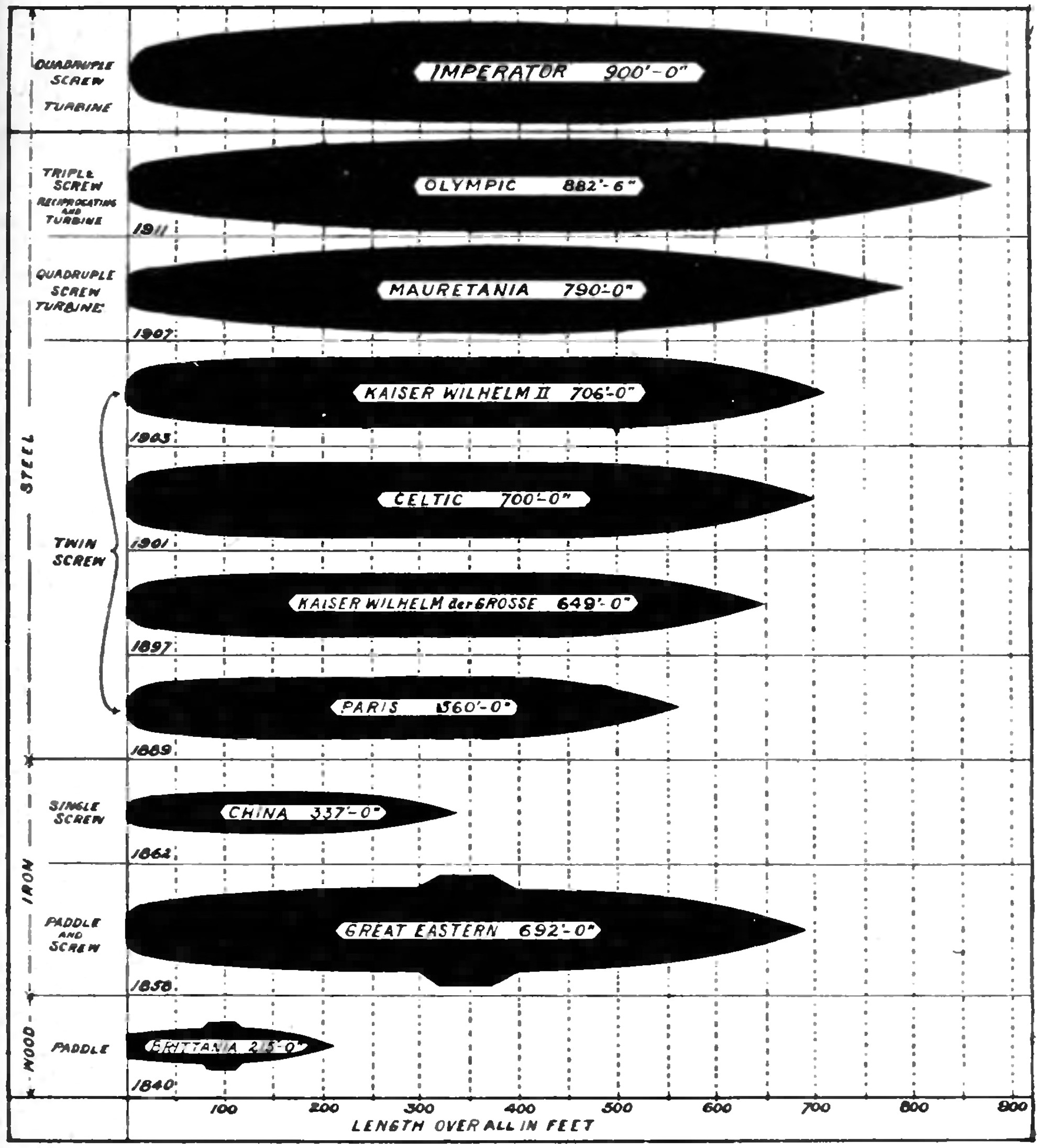
Ein Vergleich aus dem Jahr 1912. Ganz oben sieht man den Imperator, damals das größte Schiff, und darunter die Olympic, das Schwesterschiff der Titanic.

Als die Titanic in See stach, war bereits bekannt, dass der deutsche Imperator am 23. Mai 1912 vom Stapel laufen würde. Ein Jahr später nahm er den Dienst auf und war dann das größte Schiff mit 52.117 Tonnen. Schon 1914 wurde er von seinem Schwesterschiff Vaterland abgelöst: Dieses Schiff hatte eine Tonnage von 59.956 Tonnen.
Heutzutage ist die Titanic weit von den größten Schiffen der Welt entfernt: Ein Kreuzfahrtschiff wie die Wonder of the Seas (von 2022) ist der Vermessung nach etwa fünfmal so groß wie die Titanic. In Bezug auf die Länge über alles übertrifft sie die Länge der Titanic (269 Meter) mit nochmals rund 100 Metern.

### Größtes Schiffsunglück der Geschichte
Beim Untergang der Titanic im April 1912 starben etwas mehr als 1500 Menschen – von etwa 2200, die sich an Bord befanden. Diese Zahlen werden zuweilen mit anderen Schiffsunglücken verglichen, zum Beispiel:
- 1822: Tek Sing, vermutlich 1600 Todesopfer
- April 1865, gegen Ende des Amerikanischen Bürgerkriegs: Sultana, vermutlich 1167 Todesopfer bei einer Kesselexplosion
- 1904: General Slocum, 1021 Todesopfer
- September 1912: Kiche Maru, über tausend Todesopfer beim Sinken in einem Sturm. Von diesem Taifun waren hunderte Schiffe betroffen.
- Mai 1914: Empress of Ireland, 1012 Todesopfer, gesunken durch einen Zusammenstoß auf dem Sankt-Lorenz-Strom
- 1948: Kiang Ya, 2750 Todesopfer
- 20. Dezember 1987: Doña Paz, 4386 Todesopfer
- 26. September 2002: Le Joola, 1863 Todesopfer

Wesentlich mehr Menschen sind bei Schiffskatastrophen im Zweiten Weltkrieg umgekommen. Die Schiffe hatten Truppen transportiert oder Flüchtlinge aufgenommen. Zu erwähnen ist hier etwa das sowjetische Schiff Armenija, das am 7. November 1941 von deutschen Flugzeugen versenkt wurde (5000 bis 7000 Tote). Gegen Ende des Krieges starben unter anderem Flüchtlinge auf den deutschen Schiffen Wilhelm Gustloff (30. Januar 1945, bis zu 9300 Tote), Goya (16. April 1945, bis zu 7000 Tote), Cap Arcona, 3. Mai 1945 (bis zu 4500 Tote).
Gemessen an der Gesamtzahl der Toten oder an der Gesamtzahl der Menschen an Bord war der Untergang der Titanic also nicht die größte Schiffskatastrophe. Bei der Einschätzung und Einordnung werden oft zum Beispiel nur Katastrophen der zivilen Schiffsfahrt hinzugezogen. Passagierschiffe werden mit Blick auf mögliche Kollisionen oder das Auflaufen auf Grund gebaut. Gegen Explosivgeschosse wie Torpedos oder Bomben aus Flugzeugen sind sie jedoch weitgehend schutzlos. Der Untergang der Titanic war jedoch auch nicht die größte Schiffskatastrophe nur in Friedenszeiten oder etwa nur im 20. Jahrhundert. Bezieht man sich beispielsweise nur auf Passagiere und nicht auf Besatzungsmitglieder, dann sind beim Untergang der Empress of Ireland mehr Passagiere umgekommen als bei der Titanic.

### Unsinkbarkeit
In Darstellungen nach der Katastrophe wird oftmals betont, dass die Titanic als unsinkbar bezeichnet worden sei. Diese Bezeichnung wirkt wie ein starker Kontrast zur bekannten Tatsache, dass das Schiff schon auf der ersten Fahrt untergegangen ist. Das Wort wird daher auch mehr oder weniger ironisierend verwendet, etwa im Musical-Titel The Unsinkable Molly Brown über eine Überlebende. Die angebliche Behauptung von der Unsinkbarkeit passt in ein Bild, nach welchem die Eigner und Schiffsführer der Titanic sich hochmütig auf die Technik verlassen haben – so etwa im Titanic-Roman von Josef Pelz von Felinau.
Tatsächlich spielte eine angebliche Unsinkbarkeit in der offiziellen Werbung der White Star Line keine große Rolle. Dieser Ausdruck wurde nur zweimal in Artikeln über das Schiff verwendet. Eingeschränkt wurde die Aussage mit „praktisch“ oder „so weit wie möglich“. In Anzeigen oder in Gesprächen zwischen Personal und Passagieren mögen die Einschränkungen weggefallen sein. Aber es war damals durchaus normal, dass Schiffe als (praktisch) unsinkbar bezeichnet wurden. Das gilt auch für die Cunard-Schiffe Lusitania und Mauretania. Nach der Titanic-Katastrophe wurde die Olympic verbessert, und die Presse meinte, das Schiff habe die Unsinkbarkeit realisiert. Ähnlich wurde über das dritte Schwesterschiff gesprochen, die Britannic.
Unabhängig von Aussagen der Eigner oder der Schiffsführung galt ein Schiff wie die Titanic durchaus als sehr sicher. Das lag vor allem am System der Schotten, das heißt, der Unterteilung des Schiffes in voneinander getrennte Abschnitte. Der Glaube an die (praktische) Unsinkbarkeit der Titanic mag dazu beigetragen haben, dass manche Passagiere in der Unglücksnacht den Ernst der Lage nicht erkannten und es ablehnten, ein Rettungsboot zu besteigen. Außerdem hieß es in den ersten Berichten vom Unglück noch nicht, dass die Titanic gesunken sei, denn viele Journalisten und Zeitungsleser konnten das nicht glauben – vielleicht der „Unsinkbarkeit“ wegen.

## Streitfragen zur Ausstattung des Schiffs

### Beim Bau verwendete Materialien
Bei der Ermittlung möglicher Unglücksursachen standen auch Untersuchungen der beim Bau verwendeten Materialien im Mittelpunkt. Werkstoffkundliche Untersuchungen an gebogenem Stahl der Titanic zeigten eine bei der zum Kollisionszeitpunkt herrschenden Temperatur sehr geringe Zähigkeit. Diese Sprödigkeit des Materials könnte ein höheres Ausmaß des Schadens bewirkt haben, als es mit heutigen Werkstoffen eingetreten wäre.
Die Theorie wird allerdings von verschiedener Seite angezweifelt. Die Veränderungen im Stahl der Titanic können sich auch durch die speziellen Bedingungen in der Tiefsee ergeben haben. Bilder des Baus der Titanic und der Olympic zeigen Stahlplatten, die sowohl für das eine wie für das andere Schiff verwendet wurden. Die Olympic war bis zur Verschrottung 24 Jahre im Dienst und hatte mehrere Jahre Kriegseinsatz und verschiedene Kollisionen überstanden. Zudem wurde damals weltweit im Schiffbau überall etwa der gleiche Stahl verbaut, wie beispielsweise beim 1916 in Newcastle gebauten russischen Eisbrecher Krasin, der noch immer uneingeschränkt seetüchtig ist. Auch die 1936 fertiggestellte Queen Mary wurde aus der gleichen Stahlsorte gebaut, wobei die Stahlplatten in Bezug auf die Herkunft und Dicke identisch mit denen der Titanic sind. Erst nach dem Zweiten Weltkrieg wurde an besseren Werkstoffen geforscht, wodurch moderne Schiffe bei gleicher Größe und Stabilität viel leichter sind als frühere.
Eine weitere mögliche Schwachstelle der Titanic-Außenhaut waren die Nietverbindungen zwischen den Stahlplatten. Dabei scheint nicht nur die Stabilität des Niets selbst, sondern auch die Umgebung der kalt gestanzten Nietlöcher in den Stahlplatten problematisch, da sich dort durch den Stanzprozess Mikrorisse bildeten. Schon nach der Kollision der Olympic mit der Hawke im September 1911 hatte Edward Wilding nach der Begutachtung des Olympic-Schadens die Methode der Plattenverbindung als verbesserungswürdig eingestuft und eine Diskussion um Veränderungen bei zukünftigen Schiffen angeregt. Die Nietlöcher bei der 25 Jahre später gebauten Queen Mary wurden trotz der deutlich höheren Kosten gebohrt.
Die relative Schwäche der Nietverbindungen der Titanic wird durch die gefundenen Lecks untermauert, die sich größtenteils entlang der Nietverbindungen zwischen den Stahlplatten befinden. Allerdings schätzen Experten, dass selbst moderne, verschweißte Stahlplatten wohl den Kräften nicht standgehalten hätten, die beim Zusammenstoß mit dem Eisberg gewirkt haben.

### Schotten

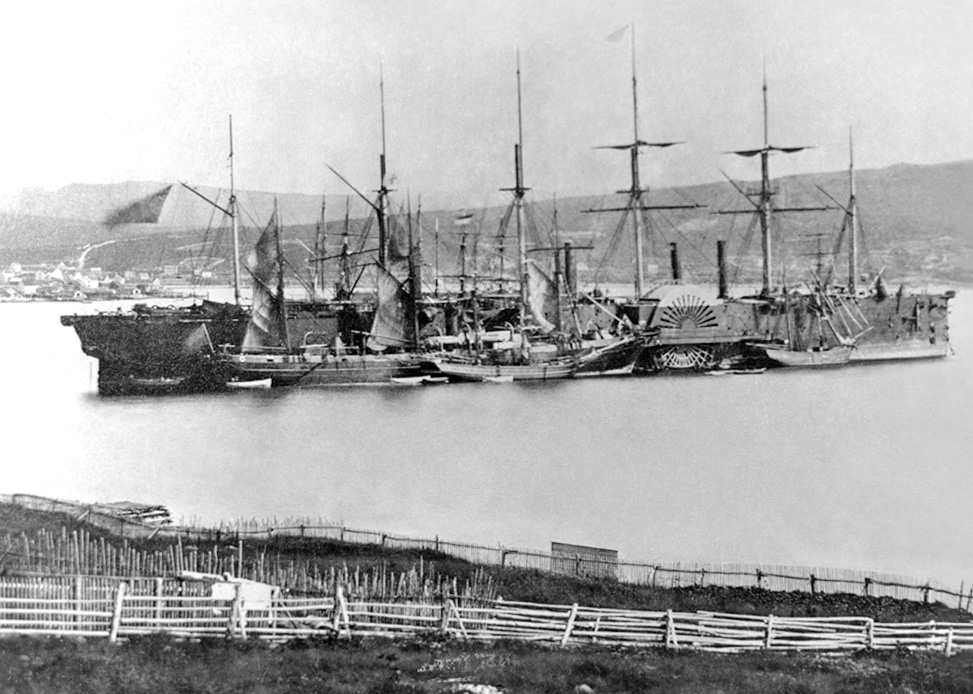
Die Great Eastern bei Hearts Content, Juli 1866

Schon die Great Eastern von 1860 war in viele wasserdichte Abteile mit hohen Schottwänden unterteilt. Das schmälerte jedoch den Komfort der Reisenden. Wegen des ausbleibenden Erfolgs trauten sich die Reeder nicht mehr, ein möglichst sicheres Schiff zu bauen. Wichtiger wurde der Komfort. Auch heute noch ist die wasserdichte Einteilung ein Kompromiss: Das Schiff soll nicht nur sicher sein, sondern auch nicht zu teuer im Bau und vor allem nutzbar.
Bei der Titanic wurden keine besonderen Innovationen bei der wasserdichten Unterteilung von Schiffen eingeführt. Neuartig waren bei der Olympic-Klasse nur die zwölf Wasserschutztüren auf dem Tank-Top-Deck, die sich automatisch schließen konnten. Die wasserdichte Unterteilung der Titanic war wie folgt aufgebaut:
- Über dem Kiel befand sich ein knapp zwei Meter hoher, zellularer Doppelboden, der aus 44 wasserdichten Abteilen bestand.
- Über dem inneren Boden waren 29 weitere Abteile, wovon 16 die großen Hauptsektionen (siehe Bild) bildeten. Sie waren so gebaut, dass sie dem „Zwei-Abteilungs-Standard“ entsprachen. Das bedeutet, dass bei gleichzeitiger Flutung beliebiger zwei nebeneinanderliegender dieser 16 Abteile die Schwimmfähigkeit niemals gefährdet gewesen wäre.

Bereits im Jahre 1891 hatte ein „Schottkomitee“ umfassende Empfehlungen für die wasserdichte Unterteilung von Schiffen veröffentlicht. Nach den Regeln des Schottkomitees hätten die oberen Schottenden (genauer: das Schottendeck), angesichts der Dimensionen der Titanic, bei solchen Flutungen unter Berücksichtigung möglicher Schlagseiten noch mindestens 20 Zentimeter über der Wasserlinie liegen müssen. Tatsächlich lag das Schottendeck bei Zwei-Abteilungs-Flutungen mindestens 75 Zentimeter (bei den meisten Kombinationen deutlich mehr) über der Wasserlinie. Nach neueren Berechnungen hätte das Schottendeck in 11 von 14 möglichen Fällen die Kriterien für die Flutung von drei nebeneinanderliegenden Abteilen erfüllt.

Struktur der Titanic und Anordnung der Hauptschotten

Bei 4-Abteilungs-Flutungen lag das Schottendeck in vier Fällen (die vordersten vier sowie die hintersten vier Abteile und zwei Kombinationen unter Beteiligung von Kesselraum 1) immer noch über der Wasserlinie. Und selbst bei einer Flutung aller vorderen fünf Abteile hätte sich die Titanic, zumindest unter den Bedingungen in der Unglücksnacht, mit hoher Wahrscheinlichkeit noch sehr lange über Wasser gehalten. Eine längere Schwimmfähigkeit bei gleichzeitiger Flutung von 6 der 16 wasserdichten Abteile, wie nach der Kollision mit dem Eisberg geschehen, war aber rein rechnerisch in keinem Fall möglich. Eine solch weitreichende Schiffsbeschädigung aufgrund eines Unfalls hat sich in der Geschichte der Schifffahrt bislang auch nur einmal ereignet. Für „normale“ Beschädigungen, wie sie durch Kollisionen mit anderen Schiffen oder ein Auf-Grund-Laufen entstehen, war ein Zwei-Abteilungs-Standard kombiniert mit einem Doppelboden völlig ausreichend.
Der Versuch, Schiffe mit noch weiter reichenden Beschädigungen schwimmfähig zu halten, würde nicht nur Schwierigkeiten bei der wasserdichten Unterteilung mit sich bringen und enorme strukturelle Anforderungen an die Stabilität stellen. Maßnahmen, die in einem Fall helfen würden, könnten bei anderen Schäden möglicherweise fatale Auswirkungen haben und etwa zum Kentern führen. Nach dem Untergang der Titanic wurde bei deren Schwesterschiff Britannic ein solcher Versuch unternommen. Doch im Ersten Weltkrieg zeigte sich, dass unter ungünstigen Umständen bereits eine einzige Mine ausreichte, um die Britannic zu versenken. Besonders hervorzuheben an der wasserdichten Einteilung der Titanic bleibt, dass sie selbst bei fortgeschrittener Flutung noch eine stabile Schwimmlage ermöglichte. Üblicherweise entwickeln Schiffe unter solchen Bedingungen starke Schlagseiten, was eine geordnete Evakuierung nahezu unmöglich macht.
In mehreren Darstellungen zur Titanic wird ihr Schottensystem häufig mit einer Eiswürfelschale verglichen. Dies ist fragwürdig und verwirrend. Die Behauptung, die Schotten seien zu niedrig gewesen, erweckt den Eindruck, die wasserdichte Einteilung der Titanic sei fehlerhaft konzipiert gewesen. Dabei war das Gegenteil der Fall: Die Schotten waren höher als notwendig, um den beabsichtigten Zwei-Abteilungs-Standard zu erreichen (siehe auch Die wasserdichten Schotten).
Die Eisbergkollision hat ausgedehnte Schäden hinterlassen. Um das Schiff länger schwimmfähig zu halten, wäre ein Sechs-Abteilungs-Standard notwendig gewesen. Es hätte dazu nicht ausgereicht, nur die Schotten zu erhöhen. Vor allem die Stabilität des Rumpfes hätte deutlich verstärkt werden müssen, um die strukturelle Integrität unter dieser Belastung zu erhalten. Selbst dann hätten schon wenige offene Bullaugen in unbeschädigten Abteilen des Schiffes genügt, um diese Maßnahmen nutzlos zu machen.
Das Eiswürfelschalenmodell trifft deshalb nicht auf die Titanic zu, weil die Schotten nach oben nicht offen waren. Allerdings: Begrenzt wurden die Schotten durch Decks, die nicht wasserdicht waren. Das heißt, es befanden sich in ihnen Öffnungen (z. B. Luken oder Schächte), die nicht versiegelt werden konnten. Nachdem das Wasser die Höhe der Schotten überschritten hatte, breitete es sich entlang dieser Decks aus und lief aufgrund der Trimmung des Schiffes zunächst nach vorne. Erst nachdem die vorderen Bereiche entsprechend geflutet waren, drang das Wasser auch nach hinten in die unbeschädigten Bereiche vor und konnte über die nicht versiegelbaren Öffnungen nach unten gelangen. Dieser Vorgang hatte aber nur an der Flutung von Kesselraum 4 einen wesentlichen Anteil und begann auch erst etwa eine halbe Stunde vor dem endgültigen Untergang. Zu diesem Zeitpunkt hatte die Flutung von Kesselraum 4 längst begonnen, wahrscheinlich durch Risse im Schiffsrumpf, die dann später zum Durchbrechen der Titanic führten.
Eine nennenswerte Flutung von hinter Kesselraum 4 gelegenen Schiffsbereichen hat vor dem Auseinanderbrechen des Schiffes nicht stattgefunden, wie die Schiffbauingenieure C. Hacket und J. G. Bedford in einer 1996 veröffentlichten Flutungsberechnung darlegen. Diese Erkenntnis wurde unterstützt durch Stabilitätsberechnungen, gemäß denen größere Wassermengen in hinter Kesselraum 4 gelegenen Bereichen das Schiff zum Kentern gebracht hätten.
Die Überwindung des Schotts zwischen den Kesselräumen 4 und 5 lieferte zum Flutungsprozess einen sehr geringen Beitrag, verglichen mit den Sekundärflutungen. Diese entstanden durch reguläre Schiffsöffnungen, die mit dem Versinken des Bugs unter die Wasseroberfläche gelangten, und auch durch den Verlust an struktureller Integrität aufgrund der beim Sinkprozess auf den Rumpf wirkenden Kräfte.
Im Buch Das Geheimnis der Titanic von Robert Ballard findet sich eine Darstellung zum Eiswürfelschalenmodell, in der alle Abteile der Titanic bis zum Kesselraum 1 bis zur Wasserlinie vollgelaufen sind. In diesem Zustand hätte das Schiff jedoch keinerlei Auftrieb gehabt und wäre ohne Verzögerung gesunken.
So ist es ein Kritikpunkt an Murdoch, der häufig geäußert wurde, dass es ein Fehler gewesen sei, die Schotten zu schließen. Durch die Konzentration des Wassers im Bug sei dieser zu schnell unter Wasser gesunken und habe dadurch die Titanic vorzeitig versenkt. Abgesehen davon, dass Murdoch nicht wissen konnte, welche Beschädigungen die Titanic erlitten hatte und wie sich diese auswirken würden, ist das Schließen der wasserdichten Türen eine Standardprozedur nach Unfällen, denn zu einem späteren Zeitpunkt kann es dafür bereits zu spät sein. Flutungen unbeschädigter Abteile zuzulassen widerspricht zu Recht allem, was Seeleute in ihrer Ausbildung lernen. Kein Schiffsarchitekt würde ein solches Vorgehen in Erwägung ziehen.
Trotzdem wurde es aufgrund der Diskussionen darüber mit Computersimulationen und Schiffsmodellen erforscht. Das Ergebnis ist, dass das Offenlassen der Schotten fatal gewesen wäre: Das Schiff wäre nicht nur 40 Minuten schneller gesunken, sondern auch die Evakuierung wäre stark erschwert worden, denn starke Schlagseite und ein vorzeitiger Stromausfall hätten in der dunklen Neumondnacht koordinierte Handlungen verhindert. Abgesehen von den Auswirkungen wäre ein Offenhalten der Schotten praktisch kaum möglich gewesen, da die Türautomatik, die aktiviert wurde, sobald Wasser die Türen erreichte, gar nicht abgeschaltet werden konnte.

### Größe des Ruders
Nach dem Untergang gab es Vorwürfe, die Titanic habe für ihre Größe ein zu kleines Ruder gehabt. Nach der Sichtung des Eisbergs habe man daher nicht schnell genug den Kurs ändern können.
Tatsächlich hatte das Ruder der Titanic fast die Größe, die selbst unter heutigen Standards ausreichen würde. Ihre Manövrierfähigkeit entsprach den damaligen Standards und wurde, wie bei der Olympic zuvor, auf der Testfahrt positiv bewertet. Die Titanic schnitt sogar besser ab als die Cunard-Schiffe Lusitania und Mauretania, sowohl im Bezug auf die Rudergröße (im Vergleich zu dem Teil des Rumpfes, der unter Wasser lag) als auch im Bezug auf die Manövrierfähigkeiten. (Dabei waren die Cunard-Schiffe sogar für militärische Anforderungen zertifiziert.) Man hat auch nach dem Unglück nicht etwa die Rudergröße der Britannic geändert, die damals noch im Bau war.

## Streitfragen zur Navigation und Schiffsführung

### Bordzeit derTitanic

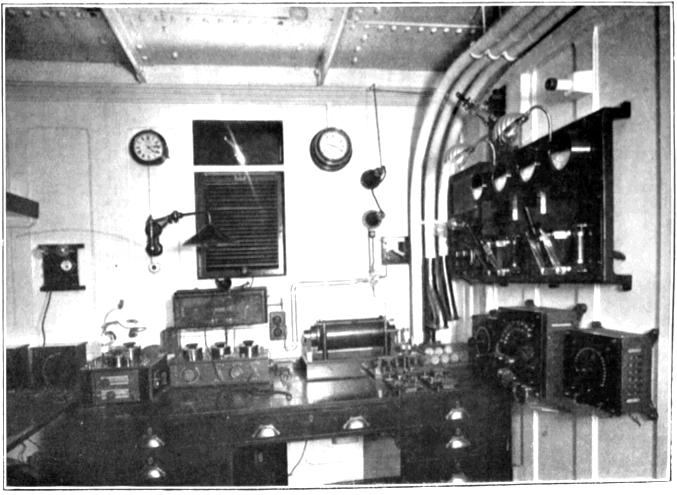
Eine Funkstation, vermutlich die der Olympic. Zu sehen sind oben, zumindest teilweise, zwei verschiedene Uhren an der Wand.

Wie auch andere Schiffe, die große Strecken zurücklegen, hatte die Titanic eine eigene Bordzeit, Apparent Time Ship (ATS). Aus zwei Gründen wird die Bordzeit in manchen Publikationen zum Thema gemacht. Einerseits haben die drei Untersuchungen nach dem Unglück jeweils eine andere Bordzeit definiert. Andererseits haben manche Autoren ein Motiv, die Bordzeit der Titanic als sehr verschieden von der Bordzeit der Californian zu definieren. Dadurch nämlich wird der (nicht unbedingt zwingende) Eindruck verstärkt, dass beide Schiffe auch weit voneinander entfernt lagen. Letzteres ist also ein Motiv derjenigen, welche Stanley Lord, den Kapitän der Californian, entlasten wollen; ihrer Meinung nach waren die beiden Schiffe so weit voneinander entfernt, dass sie nicht einander, sondern ein anderes Schiff gesichtet hätten.
Verglichen wird die Bordzeit der Titanic normalerweise mit der Zeit von Greenwich (GMT) und der von New York (GMT minus fünf Stunden). Meist konzentriert man sich auf den Unterschied zu New York, dem Zielhafen. Von Interesse ist die Bordzeit der Titanic am Unglückstag, Sonntag, den 14. April.
- Die amerikanische Untersuchung ging davon aus, dass die Bordzeit eine Stunde und 33 Minuten vor der von New York war. Ursprung dieser Ansicht war eine Funknachricht von der Carpathia am Montag. Die angenommene Titanic-Bordzeit wurde fälschlicherweise aufgrund der Position der Carpathia errechnet.
- Die britische Untersuchung wiederum glaubte an einen Unterschied von einer Stunde und 50 Minuten. Dies entsprach der Bordzeit der Californian. Aufgrund der berichteten Sichtungen der Unglücksnacht (wie die Zeit, als die Titanic Raketen abfeuerte) schlussfolgerte die Kommission, dass beide Schiffe dieselbe Zeit hatten. Tatsächlich aber hatte die Californian eine unterschiedliche Zeit, weil ihre Zeitberechnung von einer anderen Position abhing.
- Die Limitation of Liability Hearings (über die Haftung der White Star Line, 1915) sahen den Unterschied bei einer Stunde und 39 Minuten. Grundlage war die (falsche) Positionsangabe aus dem Notruf der Titanic. Die Anwälte der White Star Line nutzten dies für die entsprechenden Zeiten für den Zeitpunkt der Kollision und den des Untergangs, und die Untersuchenden hielten es nicht für nötig zu fragen, wie diese Zeiten berechnet wurden.[8]

In der Forschung ist es heute weitgehend unstrittig, dass die tatsächliche Bordzeit der Titanic am 14. April zwei Stunden und zwei Minuten vor der von New York lag. Sie fuhr auf ihrer Reise von Ost nach West durch mehrere Zeitzonen und hat jeden Tag ihre Bordzeit neu definiert. Ein Offizier der Titanic setzte die Uhr auf der Brücke jeweils gegen Mitternacht um eine bestimmte Zeit zurück. Ziel war es, dass am darauf folgenden Mittag die Uhr 12:00 Uhr anzeigt, wenn die Sonne im Zenit steht. Dafür berechnete er anhand der Geschwindigkeit und des Kurses, wo sich das Schiff mittags vermutlich befinden werde. Das entsprach allgemeinen Regeln, und so wurde es zum Beispiel auch in einem Prospekt der White Star Line 1924 erklärt.
Am 10. April von Southampton kommend nutzte die Titanic zunächst die GMT von Greenwich und wechselte in der Nacht auf die Dublin Mean Time, der (bis 1916) für Irland geltenden Sonderzeit. Die Borduhren wurden entsprechend um 25 Minuten zurückgesetzt. In der Nacht vom 11. auf den 12. April wechselte man von der Dublin Mean Time auf eine eigene Bordzeit (ATS), indem man 59 Minuten abzog. Vom 12. auf den 13. April zog man für die Bordzeit 49 Minuten ab. In der Nacht zum Sonntag, den 14. April, waren die Borduhren um 45 Minuten zurückgesetzt worden. Am Sonntag war die Bordzeit daher GMT-02:58 (Greenwich) und NYT+02:02 (New York). Wegen des Unglücks hat man in der Nacht auf Montag die Uhren nicht mehr angepasst. Sämtliche Zeitangaben aus der Unglücksnacht beziehen sich also auf die Bordzeit von Sonntag. Bestätigt wird dies durch
- Halperns Rekonstruktion der Reise der Titanic, anhand der Route, der pro Tag zurückgelegten Strecken und der Zeit- und Positionsangabe beim Funkkontakt mit der La Touraine,[11]
- der zeitlichen Einordnung von Zeugenaussagen beispielsweise über den Zeitpunkt der Kollision (Albert Haines, boatswain's mate, zufolge zwanzig Minuten vor 00:00 Uhr),
- oder auch eine Aussage des Funkers Bride in der amerikanischen Untersuchung: Die Frage, ob der Unterschied zu New York eine Stunde 55 Minuten betragen habe, korrigierte Bride mit: „about 2 hours“ (etwa zwei Stunden). Im Funkraum gab es nämlich sowohl eine Uhr mit New Yorker Zeit als auch eine mit der Bordzeit, die mit der Uhr auf der Brücke automatisch synchronisiert wurde (Magneta-System).[12]

Bereits 1960 hat Leslie Harrison die Bordzeit der Titanic korrekt angegeben, wonach der Unterschied zur Californian nur 12 Minuten betrug. Dies passt zu der Annahme, dass die Californian in der Unglücksnacht tatsächlich die Titanic gesehen hat, obwohl Harrison pikanterweise ein Anhänger von Kapitän Lord war.
Zum Vergleich: Als die Titanic unterging, war es 05:18 Uhr GMT und 00:18 Uhr New Yorker Zeit. Die Bordzeit der Titanic war 02:20 Uhr (also New York plus zwei Stunden und zwei Minuten). Die Bordzeit der rettenden Carpathia war 02:15 Uhr, die der nur beobachtenden Californian 02:08 Uhr. Auf der Mount Temple, die ebenfalls zur Rettung eilte, war es 02:04 Uhr.

### Geschwindigkeit und Blaues Band
Als die Titanic dem Eisberg begegnete, war sie fast mit Höchstgeschwindigkeit unterwegs. Damals war es weit verbreitete Praxis, ein Gefahrengebiet zügig zu durchfahren, sofern keine unmittelbare Bedrohung erkennbar war. Trotzdem gab es Behauptungen, das Schiff sei zu schnell gefahren, oder es habe die Eisberg-Zone bewusst nicht südlich genug umfahren, weil der Kapitän möglichst schnell nach New York habe gelangen wollen. Dabei wird vor allem spekuliert, er oder Ismay von der Reederei habe das Blaue Band angestrebt, eine Auszeichnung für die schnellste Überquerung des Atlantiks.
Die Behauptung über das Blaue Band wurde schon auf der Carpathia als Gerücht gehört. Im deutschsprachigen Raum kennt man sie unter anderem durch einen Roman, Titanic von Josef Pelz von Felinau aus dem Jahr 1939. Auf Grundlage des Romans drehte man 1943 den nationalsozialistischen Propagandafilm Titanic. Auch eine Hörspielfassung erfreute sich großer Beliebtheit. Aber auch im amerikanischen Film von 1953 hört man, wie ein (namenloser) Vertreter der Reederei zu Kapitän Smith sagt, das Unternehmen würde sich über einen Rekord auf der Jungfernfahrt freuen. Smith antwortet, er werde die guten Maschinen des Schiffes nutzen.

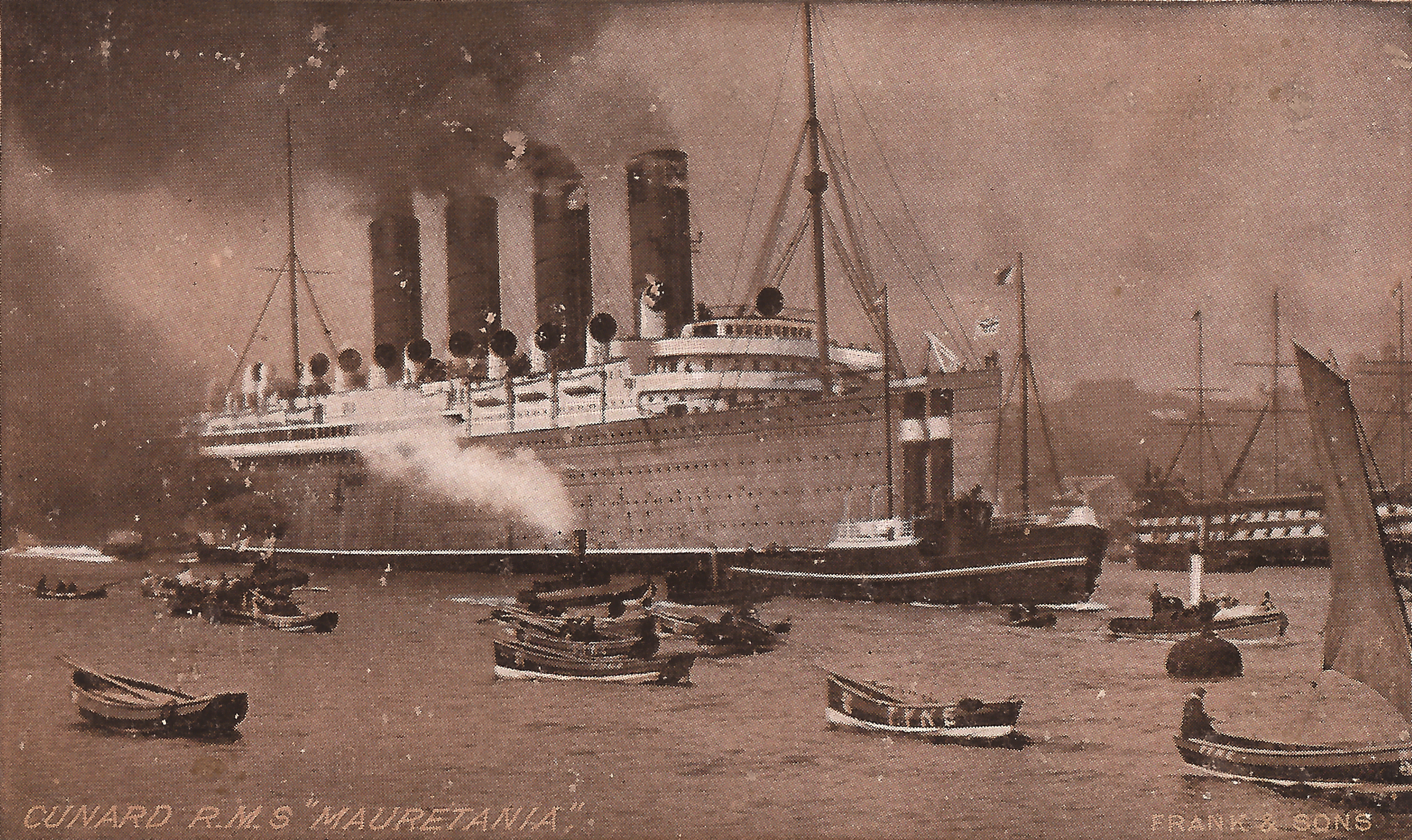
Die Mauretania, Postkarte aus dem Jahr 1907. Sie behielt das Blaue Band zwanzig Jahre lang.

Die Titanic-Passagierin Elizabeth Lines will am 13. April 1912 um die Mittagszeit ein Gespräch gehört haben, das Bruce Ismay und Kapitän Smith geführt haben sollen. Ismay habe den Kapitän mehr oder weniger angewiesen, im Durchschnitt schneller als das Schwesterschiff Olympic zu fahren. Dann könne man schon am Dienstagabend in New York eintreffen (statt planmäßig am Mittwochmorgen). Sollte dies zutreffen, hätte Smith höchstens versuchen können, das Schwesterschiff zu übertrumpfen. Tatsächlich war die Titanic auf gutem Weg, das Ambrose Light (bei New York) noch spät am Dienstag zu erreichen, wenn sie nicht gesunken wäre.
Für das Blaue Band hingegen war die Titanic nicht schnell genug. Denn diese Ehre gebührte seit 1909 der Mauretania von der Cunard Line, die 26,06 Knoten (48,26 km/h) schnell war (mit 50.000 kW auf vier Propeller). Die größere Titanic hingegen war langsamer und hatte weniger kräftige Maschinen (nur 37.500 kW bei drei Propellern).
Die Mauretania hatte für die Reise 1909 in westlicher Richtung nur vier Tage, zehn Stunden und 51 Minuten für die Überfahrt benötigt (von Queenstown zum Ambrose Light bei New York). Erst im Jahr 1929 wurde der Rekord von der Bremen (Norddeutscher Lloyd) übertroffen, die zwar länger brauchte, aber eine etwas längere Strecke fuhr (ab Cherbourg). Zum Vergleich: Die Titanic hatte Southampton am 10. April und Queenstown am 11. April 1912 verlassen und sollte planmäßig am 17. April in New York eintreffen.
Die White Star Line hatte sich bereits Jahre zuvor aus dem Rennen für das Blaue Band verabschiedet. Wichtiger war für sie der Reisekomfort, wie es auch dem Geschmack des Publikums entsprach. Die Deutschland, der Champion des Jahres 1900, wurde für die starken Vibrationen bekannt, welche von den Motoren bei voller Kraft erzeugt wurden. Sie verlor stark an Buchungen. Außerdem kostete eine schnellere Fahrt mehr Brennstoff, und die verkürzte Reisezeit bedeutete auch weniger Verdienst in der Gastronomie und durch die Unterkünfte.

### Kurs des Schiffes

Geplanter Reiseweg der Titanic durch den Nordatlantik, mit The Corner

Die Titanic fuhr wie beabsichtigt nicht den kürzesten Weg nach New York, sondern steuerte zunächst The Corner an, einen gedachten Punkt im Atlantik. Von dort drehte sie nach Westen Richtung Amerika. Dies war in der Jahreszeit üblich. Vor allem in der älteren Literatur wird oft angenommen, dass die Titanic mit Absicht erst südlich von The Corner die Richtung angepasst habe. Kapitän Smith habe nämlich wegen Eiswarnungen südlicher fahren wollen. Halpern erinnert jedoch daran, dass man jahrzehntelang von der (falschen) Positionsangabe des Titanic-Notrufs ausgegangen war. Berücksichtige man stattdessen die heute bekannte Position des Wracks, dann sei Smith in Wirklichkeit der geplanten Route gefolgt, mit einer geringen Abweichung an The Corner von nur zwei oder drei Seemeilen.
Vielleicht kam die Abweichung dadurch zustande, dass Smith das Vorankommen der Titanic leicht unterschätzt hat. Es gibt jedenfalls keinen Beweis, dass Smith bewusst einen südlicheren Weg gewählt hätte. Zum Vergleich: Der Kapitän der Mount Temple fuhr tatsächlich wegen einer Eiswarnung mit Absicht südlicher, und zwar etwa zehn Seemeilen.

### Ferngläser im Ausguck

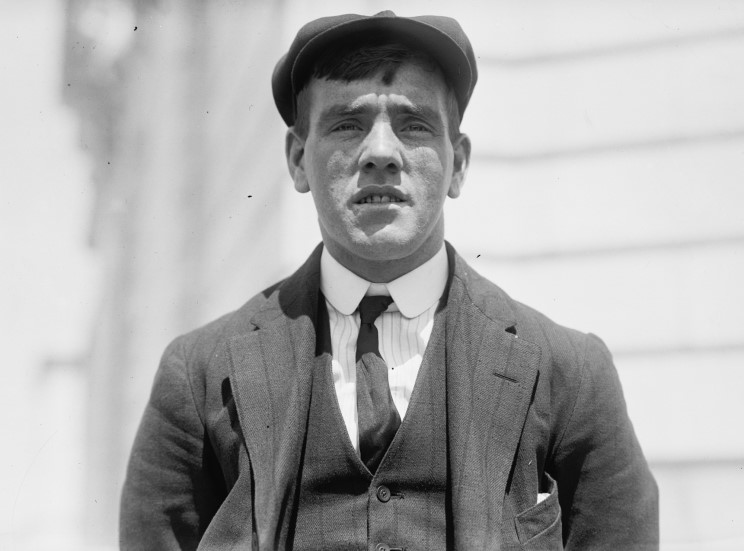
Frederick Fleet, einer der Ausgucke, bei seiner Ankunft in New York

Den Männern im Ausguck der Titanic wurde vorgeworfen, sie hätten den Eisberg zu spät gesehen, weil ihnen Ferngläser fehlten. Diese seien in einem Schließfach bewahrt worden, dessen Schlüssel nicht an Bord der Titanic gewesen ist. Schuld daran habe ein Offizier gehabt, David Blair, der im letzten Moment nicht mitfahren durfte und darum aus Bosheit den Schlüssel versteckt oder für sich behalten habe.
Tatsächlich ist der Zweite Offizier Blair nur von Belfast bis Southampton mitgefahren, eines Personalwechsels wegen. Dies war für ihn eine Enttäuschung, allerdings wusste er davon bereits Tage zuvor. Das im Ausguck verwendete Fernglas wurde in einem verschließbaren Fach in der Kabine des Zweiten Offiziers aufbewahrt. Blair hat vor seinem Abgang vergessen, den Schlüssel auf der Titanic zu lassen. Es bleibt jedoch eine unbewiesene Unterstellung, dass er den Schlüssel absichtlich behalten habe. Nach dem Tod Blairs wurde der Schlüssel für einen guten Zweck versteigert.
Blair hatte sein Fernglas als Zweiter Offizier den Männern im Ausguck ausgeliehen. Der Grund dafür war vielleicht der, dass man es im Ärmelkanal mit vielen anderen Schiffen zu tun hatte und dass die Männer Schifffahrtszeichen erkennen sollten. Sein Nachfolger als Zweiter Offizier, Charles Lightoller, wies die Bitte der Männer im Ausguck nach einem Fernglas ab. Weder Lightoller noch ein anderer Offizier hielt Ferngläser für den Ausguck sinnvoll, sonst hätte man eines von der Brücke überlassen können. Lightoller zufolge sollte ein Ausguck eine Sichtung melden. Die Verwendung eines Fernglases hätte das Sichtfeld beschränkt. Die genauere Identifikation des Objektes war dann die Aufgabe der Brücke. Üblicherweise beobachtete der Mann im Ausguck die See mit bloßen Augen und nahm das Fernglas höchstens zur Hilfe, um sich seiner Beobachtung zu vergewissern. Es bleibt fraglich, ob man mit Fernglas den Eisberg früher entdeckt hätte, und zwar so früh, dass man ihm eher hätte ausweichen können.

### Einflüsse einer Super-Refraktion
Einer Untersuchung von Tim Maltin zufolge herrschte in der damaligen Aprilnacht ein besonderes optisches Phänomen, eine Super-Refraktion, vor. Dabei lag durch die thermale Inversion eine vom kalten Labradorstrom abgekühlte Luftschicht unterhalb einer vom warmen Golfstrom aufgewärmten Luftschicht. Durch diesen Effekt wurde Licht ungewöhnlich stark widergespiegelt, und es entstand ein falscher, zweiter Horizont über dem realen. Dazwischen bildete sich ein Dunst, den auch die beiden Matrosen Lee und Fleet im Krähennest bemerkten. Die ruhige See ließ ebenfalls den Bereich zwischen den beiden Horizonten verschwimmen, so dass der fatale Eisberg vor dem Hintergrund des falschen Horizonts „verschwand“. Folglich wurde der Eisberg erst entdeckt, als es zu spät war.
Durch ebendiese Super-Refraktion erschienen ferne Objekte auch näher, weshalb die Besatzung der Californian die Titanic vermutlich als kleines und nahes Schiff wahrnahm. Die dort abgefeuerten Signalraketen erschienen wohl als zu klein im Hinblick auf die vermeintlich geringe Größe des Schiffes, so dass diese als nicht wichtig genug empfunden wurden. Die abgesendeten Morsesignale konnten des Weiteren nicht durch die Luftschichten bis zur Titanic dringen.

## Streitfragen zum Unglück

### Ausweichmanöver
Nachdem die Besatzung der Titanic den fatalen Eisberg gesichtet hatte, musste sie rasch reagieren. Nach dem Unglück wurde häufig diskutiert, ob die richtigen Maßnahmen beschlossen wurden und ob sie gut ausgeführt worden sind. Hier geht es vor allem um das Verhalten des Ersten Offiziers William M. Murdoch, des wachhabenden Offiziers zu diesem Zeitpunkt. Er bestimmte über die Navigation und damit über den Kurs des Ruders und über die Maschinen. Eine Beurteilung des Verhaltens wird dadurch erschwert, dass die Quellenlage teils unzureichend oder widersprüchlich ist. Wichtige Zeugen wie Murdoch selbst sind beim Untergang umgekommen.
Murdoch hat nach Sichtung des Eisbergs eine gewisse Zeit überlegt, was zu tun sei. Die britische Untersuchung meinte, dass Murdoch fast sofort nach dem Glockenalarm den Befehl gegeben habe, nach links zu steuern. Quartermaster Hitchens und Ausguck Fleet sagten aber aus, dass dazwischen etwa eine halbe Minute gelegen habe: Erst telefonierte Fleet im Ausguck zum Sechsten Offizier Moody auf der Brücke, dann gab Moody die Information an Murdoch weiter, erst dann gab Murdoch den Befehl zum Linkskurs. Ferner sagte der Vierte Offizier Boxhall aus, dass der Befehl erst kurz vor dem Zusammenstoß erfolgt sei.
Es war wichtig, dass Murdoch die Lage und die Möglichkeiten ausreichend analysierte. Er musste zum Beispiel zunächst beobachten, ob das Schiff tatsächlich auf Kollisionskurs war oder ob der Eisberg rechts vorbeiziehen würde. Doch mag diese halbe Minute dabei gefehlt haben, dem Eisberg auszuweichen.

Porting-around-Manöver (blau: Bug, rot: Heck). Die Titanic kommt auf dem Bild von „rechts“ (tatsächlich aus nordöstlicher Richtung) und steuert erst nach links, dann nach rechts, damit das Heck nicht gegen den Eisberg ausschlägt. Hinter dem Eisberg wird das Schiff noch etwas nach „oben“ (ungefähr Norden/Nordwesten) weiterfahren und dann zum Stehen kommen.

Bei der britischen Untersuchung zog man die Schlussfolgerung, dass die Titanic um zwei Strich (22,5°) nach links gedreht worden war, bevor sie mit dem Eisberg zusammenstieß. Das hatte quartermaster Hitchens ausgesagt. Laut Tests mit der Olympic, dem Schwesterschiff der Titanic, kommt man zu diesem Winkel von zwei Strich, wenn man bei voller Fahrt, und vollem Ruderausschlag nach links, 37 Sekunden lang fährt. Aus diesen Angaben von zwei Strich und 37 Sekunden wurde errechnet, wie weit der Eisberg noch entfernt war, als er auf der Titanic gesichtet worden ist, nämlich 410 Meter.
Diese Feststellung lässt sich jedoch auch anzweifeln: Die Angabe von zwei Strich stammte von quartermaster Hitchens. Fitch, Layton und Wormstedt gehen davon aus, dass die Kollision stattfand, noch bevor die zwei Strich erreicht waren. Außerdem fuhr die Olympic bei ihrem Test mit einer etwas geringeren Geschwindigkeit als die Titanic bei der Kollision. Darum vermuten die drei Autoren, dass es weniger als 37 Sekunden waren, die zwischen Murdochs Befehl zum Linksdrehen (nicht der Sichtung!) und der Kollision verstrichen.
Hätte die Titanic damals allerdings einfach nur Linkskurs gesteuert, so hätte sie sich über ihre ganze Länge in den Eisberg hineingedreht, Schäden über die gesamte Schiffslänge wären die Folge gewesen. Der Wendekreisradius eines Schiffes ist am Heck deutlich größer als am Bug. Um erfolgreich auszuweichen, kam so kurz vor dem Eisberg nur noch ein sogenanntes „Porting-around“-Manöver in Frage. Dafür waren zwei Ruderkommandos notwendig. Zum richtigen Zeitpunkt musste dabei das Ruder von Linkskurs wieder nach rechts gesteuert werden. Dadurch steuerte der kurze Schiffsbereich vor der Drehachse während der Kollision auf den Eisberg zu, der größte Teil des Schiffes drehte aber, wie in dem Bild „Porting-around-Manöver“ erkennbar, vom Eisberg weg. Das deckt sich mit den Lecks der Titanic, die bis kurz hinter diese Stelle reichen. Der erwähnte Winkel von 22,5° stellt sich im dargestellten Szenario zu dem Zeitpunkt ein, wenn sich der Eisberg bereits am hinteren Bereich des Schiffes befindet. Daraus ergibt sich im Vergleich zum Unfallbericht eine geringere Entfernung des Eisbergs sowie eine Lage etwas weiter rechts zum Kurs der Titanic, was mit der Beobachtung des Ausgucks Frederick Fleet besser übereinstimmt. Murdoch scheint lehrbuchmäßig gehandelt zu haben.

### Verständnis des Ruderbefehls

Linker Wendekreis der Titanic bei vollem Ruderausschlag (blau: Bug, rot: Heck)

Ferner wurde spekuliert, ob Murdochs Befehl des Linkskurses falsch verstanden worden ist. Diese Theorie vertrat beispielsweise Louise Patten, eine Enkelin des Zweiten Offiziers Charles Lightoller. Sie berief sich auf eine mündliche Überlieferung in ihrer Familie. Demnach habe Hitchens in Panik das Schiff nicht wie befohlen nach links, sondern nach rechts gesteuert. Das Missverständnis sei dadurch entstanden, dass es zwei verschiedene Systeme gegeben habe, wie man Befehle interpretiert. Erst nach vier Minuten habe Murdoch den Fehler bemerkt und die Richtung ändern lassen, doch zu spät. Lightoller habe nach außen hin das Missgeschick vertuscht, um seinen Arbeitgeber zu schützen, die White Star Line.
Hintergrund der Theorie ist, dass Murdoch den Befehl hard-a-starboard (Hart Steuerbord) ausgegeben hatte, als er das Schiff nach links hat fahren lassen. Das war die traditionelle Redeweise aus einer Zeit, als Schiffe noch kleiner waren. Wenn man mit der Hand den Griff (Ruderpinne, Ruderstock) des Ruders nach rechts (Steuerbord) legt, dann bewegt sich das Ruder auf der anderen Seite der Achse nach links. Folglich fährt das Schiff nach links. Da man auf großen Schiffen keinen solchen Griff umlegt, wurde später die Redeweise geändert: Seitdem sagt man „Hart Backbord“, wenn das Schiff nach links fahren soll. Leider habe die Titanic an der traditionellen Redeweise festgehalten, wodurch das Missverständnis begünstigt worden sei.
Gegen diese Theorie spricht, dass in Wirklichkeit auch andere britische Schiffe wie die Olympic die traditionelle Redeweise verwendeten. Noch 1929 weigerten sich die britischen Vertreter auf einer internationalen Konferenz, die moderne Redeweise umzusetzen, eben, weil sie Missverständnisse wegen einer ungewohnten Redeweise befürchteten. Es gibt keine sonstigen Zeugen, die von einem Missverständnis zwischen Murdoch und Hitchens berichteten. Außerdem befand sich Lightoller zur fraglichen Zeit in seiner Kabine und konnte zumindest kein direkter Augenzeuge sein. Im Ergebnis darf man davon ausgehen, dass Hitchens den Befehl korrekt verstanden und umgesetzt hat.

### Befehle an den Maschinenraum
Eine weitere Streitfrage ist es, wie in der Unglücksnacht von den Maschinen Gebrauch gemacht worden ist und ob ein anderer Gebrauch ein besseres Ergebnis mit sich gebracht hätte. Der genaue Hergang lässt sich nicht mehr rekonstruieren. Der überlebende Offizier Boxhall berichtete, dass Murdoch vor dem Zusammenstoß den Befehl Full Astern (Volle Fahrt Zurück) an den Maschinenraum gegeben habe. Der Heizer Frederick Barrett und fünf weitere Überlebende aus dem Bauch des Schiffes konnten sich jedoch an einen solchen Befehl nicht erinnern. Ihrer Aussage zufolge lautete der Befehl Stop, entweder kurz vor oder kurz nach der Kollision, oder sie sagten, dass die Maschinen gestoppt hätten.
Die Zeugenaussagen lassen sich so deuten, dass die Maschinen nach dem Zusammenstoß zunächst gestoppt und dann wieder angelassen wurden. Das merkte man an den Vibrationen im Schiff, egal, welcher Befehl gegeben wurde. Jedenfalls konnte kein Befehl an den Maschinenraum Einfluss auf die Kollision gehabt haben: Dafür dauerten die Prozesse viel zu lang. Zunächst mussten die Männer im Maschinenraum den Befehl auf dem Telegrafen bemerken, denn bei normaler Fahrt achteten sie nicht ständig auf ihn. Selbst unter den besten Umständen dauerte es dreißig Sekunden, um die Schiffsschrauben zu stoppen und in die umgekehrte Richtung drehen zu lassen. Bis zur vollen Kraft verstrichen nochmals 50 bis 60 Sekunden. Damit erübrigen sich auch weitere Spekulationen, etwa die, dass Murdoch nur die linke Schiffsschraube hätte gegensteuern lassen sollen, um dem Eisberg besser auszuweichen.

### Frontaler Zusammenstoß mit dem Eisberg
Eine Reihe von Kritikern meint, dass Murdoch die Titanic einfach in derselben Richtung hätte weiterfahren lassen sollen. Das Schiff wäre dann mehr oder weniger frontal auf den Eisberg geprallt. Dadurch hätte der vordere Teil des Schiffes wie eine Knautschzone gewirkt. Dabei wäre er zwar stark beschädigt worden, doch das Schiff hätte weiter auf dem Wasser getrieben. Es wären so nämlich nur die ersten drei oder höchstens vier Abteilungen betroffen worden. In der Realität beschädigte der vorbeischrammende Eisberg jedoch die ersten fünf Abteilungen, so dass die Titanic gesunken ist.
Ein frontaler Zusammenstoß hätte jedoch erhebliche Nachteile mit sich gebracht. Vorne im Bugteil befanden sich Kabinen von Besatzungsmitgliedern. Viele von ihnen wären beim Zusammenstoß sofort umgekommen. Außerdem hätte sich die übrige Energie des Aufpralls durch das gesamte Schiff verteilt, wie bei einem Auto, das gegen eine Mauer fährt. Der Eisberg war wegen seiner Größe im Wesentlichen eine unbewegliche, dichte Masse. Viele Menschen auf dem Schiff wären beim Aufprall wegen der Trägheit gegen Kabinenwände geschleudert worden. Die Folgen wären unberechenbar gewesen, und vielleicht wäre das Schiff immer noch auf eine solche Weise beschädigt worden, dass es gesunken wäre.

### Größe und Art der Lecks

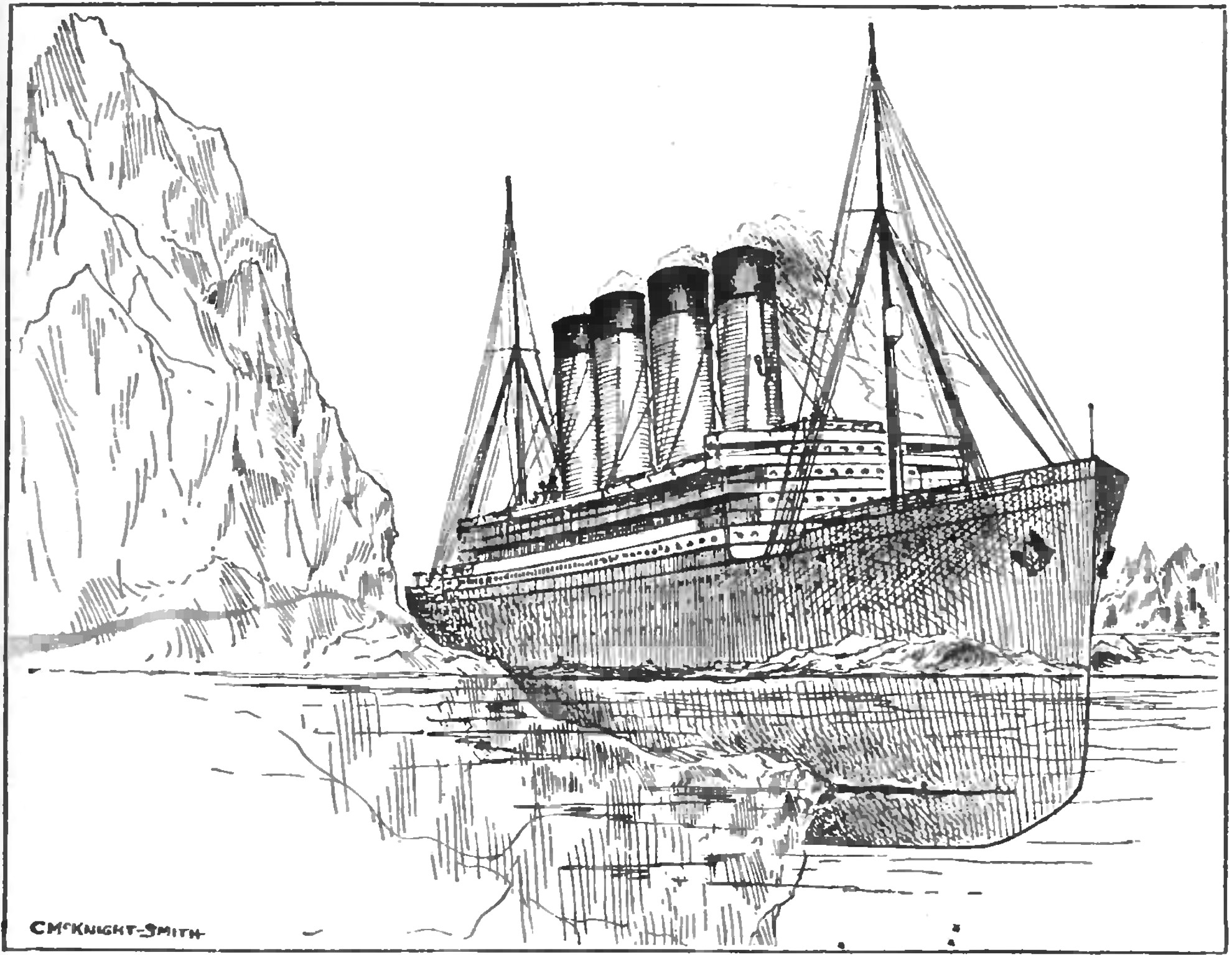
Eine Darstellung aus dem Jahr 1912: Der Eisberg scheint ein einziges, langes Leck zu verursachen.

Beim Zusammenstoß mit dem Eisberg wurde die Titanic unterhalb der Wasserlinie beschädigt, so dass Wasser in das Schiff eindrang. Zeugen berichteten von mehreren Stößen. Doch gerade in früheren, populären Darstellungen wird von einem einzigen, langen Leck gesprochen. Der Eisberg habe das Schiff wie ein Messer aufgeschlitzt. Nur dadurch habe das riesige Schiff so rasch sinken können. Diese Vorstellung konnte sich nur durchsetzen, weil die Erkenntnisse des Schiffsarchitekten Edward Wilding in Vergessenheit geraten sind.
Wilding hat nämlich schon für die britische Untersuchung von 1912 Zeugen befragt und darauf basierend Vermutungen angestellt. Er ging davon aus, wann in welchen Abschnitten des Schiffes wie viel Wasser gestanden hat. So kam er zu Vorstellungen darüber, mit welcher Geschwindigkeit Wasser eingedrungen ist und wie groß das Loch insgesamt gewesen sein muss. Dabei war er sich bereits sicher, dass es sich nicht um ein einziges langes Leck gehandelt hat, denn dann hätte das Schiff viel schneller sinken müssen.
Vielmehr meinte Wilding, dass der Eisberg mehrere Lecks verursacht habe, und zwar an solchen Stellen, dass die ersten fünf Abteilungen (compartments) betroffen waren. Alle Lecks zusammen hätten eine Fläche von nur 12 Quadratfuß (1,11 Quadratmeter) gehabt. Diese Schätzung könne aber um ein Viertel nach oben oder unten falsch sein. Weeks und Halpern schätzen gemäß ihrer eigenen Berechnung, dass es eher knapp 10 Quadratfuß (0,93 Quadratmeter) waren. Demnach wären 13.500 Tonnen Meerwasser (38.227.743 Liter) in den ersten 45 Minuten eingedrungen. Anfangs hätte die Geschwindigkeit des Eindringens bei 650 Tonnen pro Minute gelegen.
Wildings Vermutung, dass es sich nicht um ein einziges langes Leck handelte, wurde ab dem Jahr 1985 untermauert. Nachdem Robert Ballard damals das Wrack entdeckt hatte, verglich er von außen sichtbare Schäden mit der Zeugenaussage von Frederick Barrett, einem überlebenden Heizer. Beim Bereich der Kesselräume 5 und 6 berichtete Ballard von einer Übereinstimmung zumindest dieser Stelle. Ballard wurde damit der erste Mensch, der ein Leck der Titanic auch von außen gesehen hat.
Im Jahr 1996 untersuchte Paul Matthias das Wrack. Der Sonar-Spezialist verwendete einen sogenannten sub buttom profiler für Bereiche des Wracks, die im Meeresboden vergraben liegen. Er meinte, sechs Stellen mit Schäden entdeckt zu haben, die durch den Eisberg verursacht worden sind. Die Stellen verteilen sich über eine Länge von 230 Fuß (70 Meter) am Rumpf. Allerdings fand er recht viele Schäden, auch an der Backbordseite, so dass es interpretationsbedürftig ist, welche davon Lecks sind. Seine Interpretation harmoniert jedoch mit den bisherigen Erkenntnissen. Zur Breite der Lecks konnte Matthias keine Angaben machen, weil das Wrack auf den Meeresboden aufgeprallt ist.

Die sechs Lecks der Titanic (rot), laut Paul Matthias

Das erste der Lecks befand sich in der Vorpiek knapp unterhalb der Wasserlinie. Die beiden nächsten lagen auf gleicher Höhe kurz hintereinander in Frachtraum 1 und waren nur 1,2 beziehungsweise 1,5 Meter lang. Die dabei aufgetretenen Stöße waren stark genug, einen Teil des Eisbergs abzuschlagen, so dass das nächste Leck von 4,6 Metern Länge durch einen Anprall an einer tiefer gelegenen Stelle des Eisbergs entstanden war. Auch dabei wurde wieder ein Teil des Eisbergs abgeschert, wodurch die beiden letzten Lecks noch tiefer unter der Wasserlinie lagen.
Das vorletzte war ungefähr zehn Meter lang und reichte von Frachtraum 2 bis weit in Frachtraum 3 hinein. Zeugen berichteten, dass auch der Betriebsgang für die Heizer beschädigt wurde, der einen halben Meter hinter der Außenhaut lag. Durch den starken Aufprall wurde er schnell geflutet.
Das letzte Leck war mit 13,7 Metern das längste. Es betraf Kesselraum 6 und den vorderen Bereich von Kesselraum 5. Beim Schott zwischen den Kesselräumen 5 und 6 befindet sich weiterhin eine große Beule, wahrscheinlich verursacht durch Kompressionseffekte aufgrund der Schiffsdrehung.
Nach Auswertung der Sonarabtastung und Flutungsberechnungen ist von diesen Öffnungsflächen auszugehen:
| Abteilungs- nummer | Abteilungsname | Leckfläche in Quadratmetern |
| ------------------ | -------------- | --------------------------- |
| 1                  | Vorpiek        | 0,06                        |
| 2                  | Frachtraum 1   | 0,14                        |
| 3                  | Frachtraum 2   | 0,29                        |
| 4                  | Frachtraum 3   | 0,31                        |
| 5                  | Kesselraum 6   | 0,26                        |
| 6                  | Kesselraum 5   | 0,12                        |
| 1–6                | zusammen       | 1,18                        |

### Bunkerfeuer
In einem Kohlebunker auf der Steuerbordseite der Titanic hatte es ein Feuer gegeben, und zwar zwischen den Kesselräumen fünf und sechs. Damit befassen sich einige Theorien zur Unglücksursache. Eine davon stammt aus dem Jahre 2004 von dem Ingenieur Robert Essenhigh von der Ohio State University. Er vertritt die Ansicht, dass laut den Aufzeichnungen der Hafenfeuerwehr von Southampton ein Schwelbrand im besagten Bunker den Kapitän dazu bewog, trotz der Gefahr von Eisbergen schneller zu fahren, als es der Situation angemessen gewesen wäre. Das Feuer könnte auf die damals übliche Methode bekämpft worden sein, indem die Kohle aus dem betroffenen Bunker schneller als üblich in die Kessel geschaufelt wurde, um an die brennende Kohle heranzukommen. Dies erkläre also, warum die Titanic in der Unglücksnacht so schnell gefahren ist.
Nach Aussagen von überlebenden Heizern war der entsprechende Bunker allerdings bereits am Samstag leer und das Feuer gelöscht. Weiterhin hatten die Zeugen danach Schäden an dem angrenzenden wasserdichten Schott bemerkt. Es lässt sich aber nicht genau beurteilen, wie stark sich diese Schäden für die Funktion des Schotts während der Unglücksnacht auswirkten.

### Auseinanderbrechen des Schiffes
Nach der Katastrophe waren sich die befragten Überlebenden nicht einig, ob die Titanic in zwei Teile zerbrochen oder als Ganzes gesunken ist. Die Untersuchungsausschüsse in den USA und Großbritannien schlossen sich beide der Minderheit an, der zufolge das Schiff ganz geblieben ist. Zu dieser Minderheit gehörten die ranghöchsten überlebenden Offiziere der Titanic. Dieser Meinung schloss sich auch Edward Wilding an, der führende Schiffsarchitekt von Harland & Wolff. Überlebende hatten von einem großen Geräusch berichtet. Dies konnte man als Kesselexplosion interpretieren.
Andere Überlebende hingegen bezeugten das Auseinanderbrechen, während wiederum andere dies im Dunkeln zwar nicht gesehen, aber wegen der Geräusche angenommen hatten. Die meisten Überlebenden wurden von den Untersuchungsausschüssen gar nicht zu diesem Thema befragt. Im Jahr 1985 wurde schließlich das Wrack entdeckt. Man stellte sogleich fest, dass die Titanic tatsächlich in zwei Teile zerbrochen war. Die Britin Eva Hart (1905–1996), die das Unglück als Siebenjährige überlebt hatte, wurde alt genug, um ihre richtige Beobachtung bestätigt zu sehen.

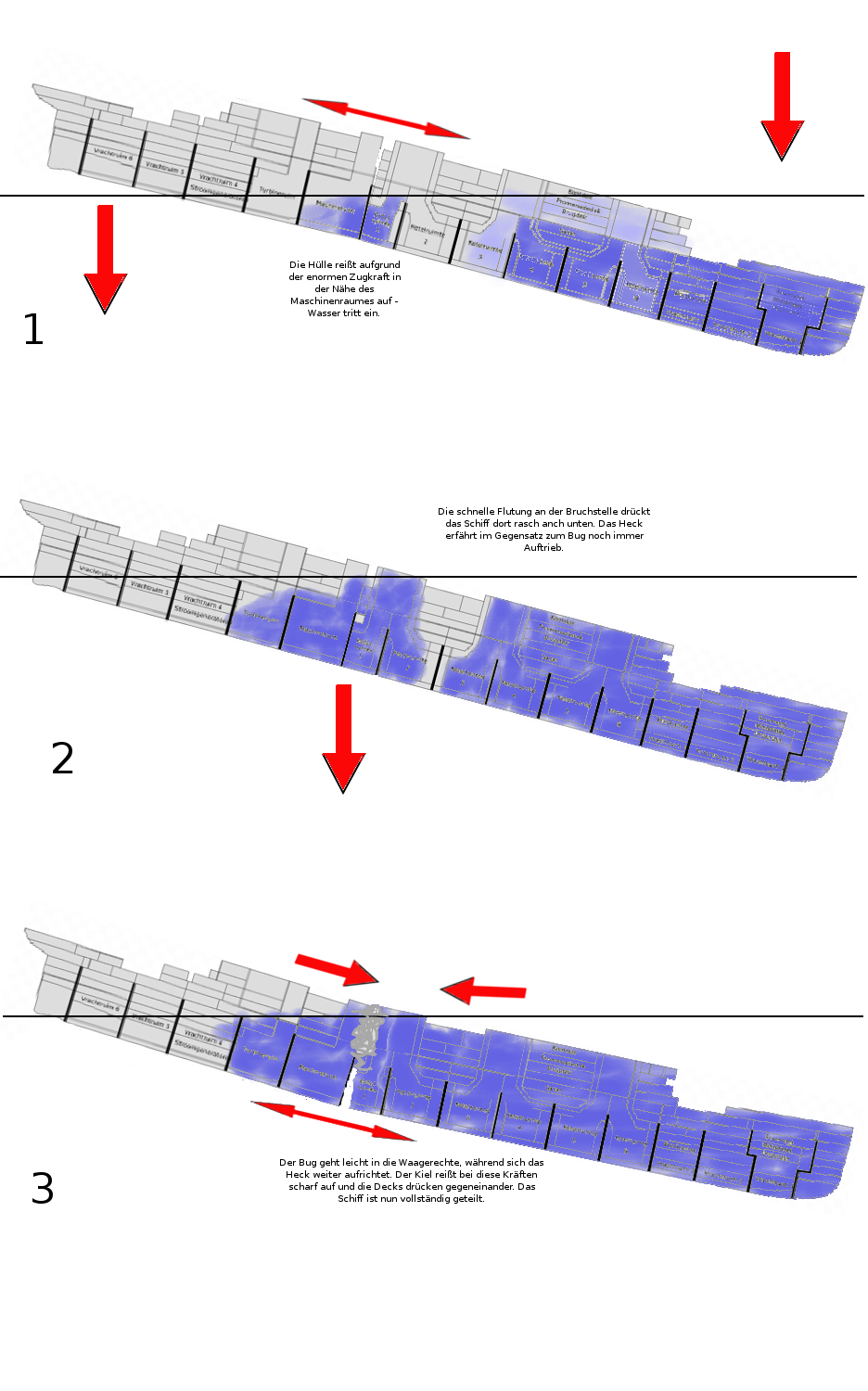
Sinkvorgang nach History Channel und Woods Hole Oceanographic Institution (2005)

Undeutlich bleibt, auf welche Weise die Titanic auseinandergebrochen ist. Das Schiffsbaubüro Gibbs & Cox erstellte dazu 1996 eine Modellanalyse. Das Heck der Titanic habe mit einem Winkel zwischen 15° und 20° aus dem Wasser geragt. Wegen der zu hohen strukturellen Belastungen brach es dann vom Hauptteil des Schiffes ab.
Der Fernsehsender „History“ startete mit der Woods Hole Oceanographic Institution im Jahr 2005 eine weitere Expedition zum Wrack. Dabei wurde erstmals auch der östliche Teil des Trümmerfeldes untersucht. Man fand zwei Teile des Doppelbodens mit einer Gesamtlänge von knapp 18 Metern. Sie waren über die gesamte Breite des Schiffes erhalten. Erkannt wurde das an den vorhandenen Schlingerkielen, die an beiden Seiten der Fundstücke einwandfrei erhalten waren. An manchen Stellen wiesen sie noch die rote Farbe des letzten Anstrichs auf. Die beiden Doppelbodenstücke passten an den Bruchenden zusammen.
Wegen der Doppelbodenteile vermutete Roger Long, dass das Schiff anders auseinandergebrochen ist als bisher angenommen. Bei der traditionellen Vorstellung hätten der Doppelboden gestaucht und die oberen Decks an jener Stelle sauber auseinandergebrochen sein müssen. Doch sieht man am Wrack, dass an der Bruchstelle die Decks nach unten gezogen sind und keine saubere Bruchstelle haben. Die Enden der oberen Decks an den Bruchstellen könnten aber ebenfalls durch die Wucht des Aufpralls auf den Meeresgrund nach unten verbogen worden sein, da durch die enorme Beschädigung an den Bruchstellen keine strukturelle Stabilität mehr vorhanden war. Das ist sehr gut etwa am Heckteil des Titanic-Wracks zu sehen, dessen obere Decks völlig zerstört sind.
Long hat die Theorie aufgestellt, dass das Heck der Titanic bereits anfing abzubrechen, als es mit ca. 11° noch relativ wenig aus dem Wasser ragte. Der Bruch fing demnach an den oberen Decks an und zog sich bis zum Kiel. Der stabile Kiel verhinderte jedoch zunächst das Abbrechen des Hecks. Durch den Riss in der Außenhaut der Titanic sollte dann deutlich mehr Wasser eindringen, so dass das Sinken des Schiffes beschleunigt wurde. An der Bruchstelle drückte nun der unter Wasser liegende Bug gegen das sich über Wasser aufrichtende Heck, so dass die Decks an dieser Bruchstelle eingedrückt wurden. Mit Longs Argumenten lässt sich allerdings nicht nachvollziehen, warum diese Komprimierung bei etwas größerem Winkel nicht hätte passieren dürfen. Die Finite-Elemente-Analyse reicht nur bis zu dem Punkt, wo der Schiffsrumpf noch aus einem Stück bestand. Die Dynamik des Zerbrechens mit der unkalkulierbar zunehmenden Leckfläche ist wohl kaum berechenbar.

## Streitfragen zur Evakuierung und Rettung

### Anzahl der Rettungsboote
Die Titanic war für 2400 Passagiere und 900 Besatzungsmitglieder ausgelegt. Für diese große Anzahl an Menschen hätte man rechnerisch 47 große Rettungsboote benötigt. Die Titanic hatte 16 Davits, die mit nur 14 Rettungsbooten (Kapazität: 65 Personen) und zwei Notfall-Kuttern (je 40 Personen) bestückt waren. Bei den zwei Kuttern waren insgesamt vier Faltboote („Engelhardt collapsible boat“, je 47 Personen) verstaut, davon zwei auf dem Dach der Offizierskabinen. Die Faltboote mussten über die Davits der Notfall-Kutter zu Wasser gelassen werden. In allen Rettungsmitteln zusammen war also Platz für 1178 Menschen; etwa ein Drittel der möglichen Kapazität der Titanic für Besatzung und Passagiere.
Auf der Jungfernfahrt ab Queenstown war die Titanic jedoch nicht voll belegt: Es fuhren „nur“ ca. 2220 Menschen mit. Dennoch hätte nur etwa die Hälfte der Menschen einen Platz in den Rettungsbooten gehabt.
Die geringe Zahl an Plätzen entsprach dem damals gültigen Gesetz, das noch aus dem Jahr 1896 stammte. Es teilte die Schiffe nach der Tonnage ein. Die Titanic gehörte in die Kategorie der Schiffe mit mehr als 10.000 Bruttoregistertonnen. Größere Passagierschiffe hatte man sich damals kaum vorstellen können. Für diese Kategorie waren 962 Plätze vorgeschrieben, unabhängig davon, wie viele Menschen tatsächlich an Bord waren. Allerdings durfte die Anzahl noch geringer sein, wenn ein Schiff über wasserdichte Schotten verfügte und damit als besonders sicher galt. Folglich hätte die Titanic sogar nur Rettungsboote für 756 Personen mitführen müssen. Mit den 422 zusätzlichen Plätzen übertraf die White Star Line die gesetzlichen Anforderungen daher noch deutlich.

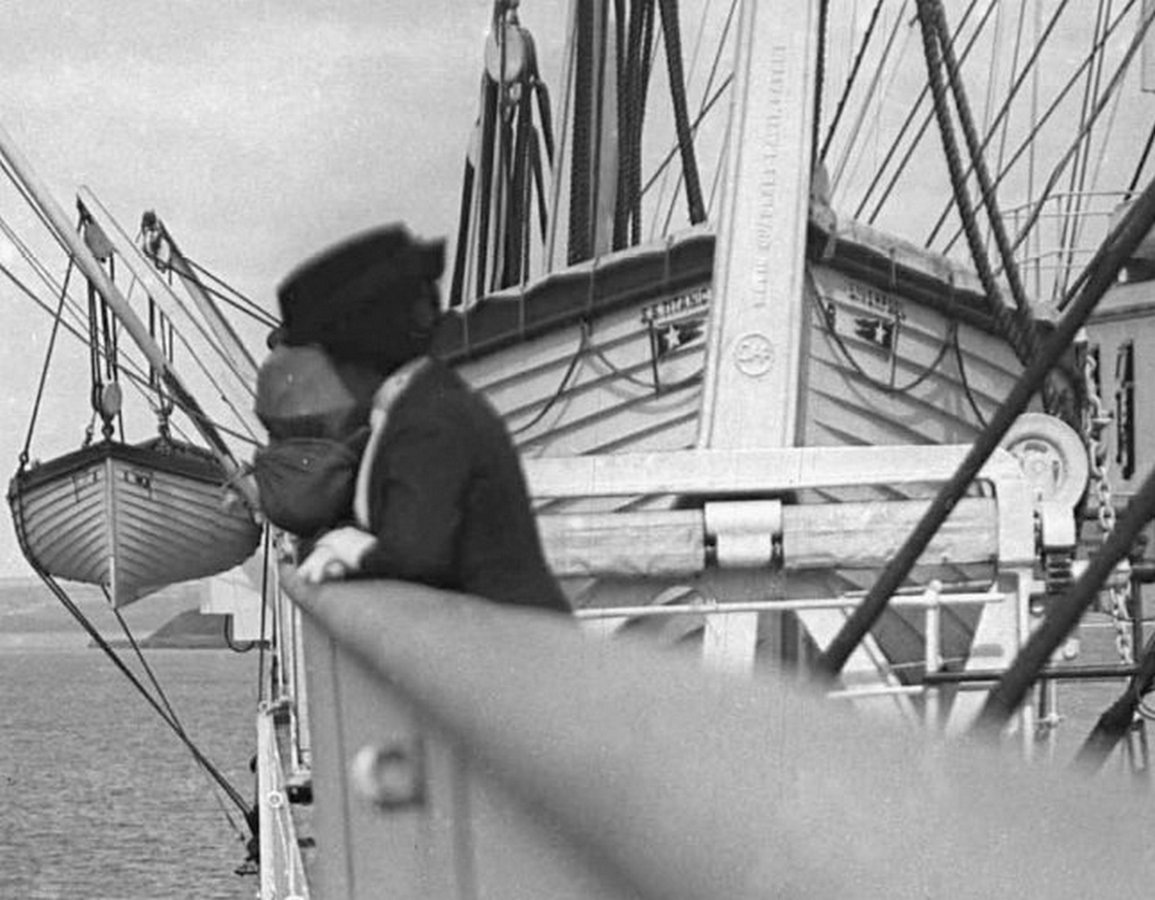
Auf der Titanic am 11. April 1912: links im Bild sieht man ein Rettungsboot.

Auf der Titanic waren auf jeder Seite des Bootsdecks acht Davits vom Typ Welin Quadrant installiert. Jede dieser damals neuartigen Konstruktionen konnte bis zu zwei große Rettungsboote zu Wasser lassen (Fieren). Davon wäre je eines im Davit (außer den beiden vorderen, die mit Notfall-Kuttern bestückt waren) und ein zusätzliches auf dem Bootsdeck verstaut gewesen; insgesamt also 30 große Boote. Letztlich wurde aber auf die 16 zusätzlichen Boote verzichtet. Das führte später zu Mutmaßungen, warum man in der Planung die Zahl der Boote verringert hat. So hieß es zum Beispiel, dass weitere Boote den Raum auf dem Bootsdeck zu stark begrenzt hätten oder dass es die Passagiere verunsichert hätte, wenn die Titanic deutlich mehr Rettungsboote als vergleichbare Schiffe gehabt hätte. Außerdem hätte man für die zusätzlichen Boote auch mehr ausgebildete Seeleute benötigt, um sie zu Wasser zu lassen.
Grundsätzlich dienten Rettungsboote damals nicht so sehr dazu, gleichzeitig alle Passagiere aufzunehmen. Gerade wegen des Systems an Schotten und früherer Erfahrungen wegen meinte man, dass die Titanic bei einem Zwischenfall nicht oder nur sehr langsam sinken würde. Man würde dann ein anderes Schiff mit Funk herbeirufen und die Passagiere in kleineren Gruppen nach und nach übersetzen. Das war zumindest bei stark befahrenen Routen eine weit verbreitete Ansicht.
Eine andere Meinung hingegen vertrat Schiffsarchitekt Alexander Carlisle am 19. und 25. Mai 1911. Damals fanden Tagungen des Komitees statt, das für die Regeln zuständig war. Carlisle hielt die Zahl der Rettungsbootplätze auf Schiffen wie der Olympic und der Titanic für zu niedrig. Er forderte, dass die Regeln verschärft werden, fand dafür aber keine Mehrheit.
Die Anzahl der Rettungsboote wird zwar häufig als Hauptgrund für die hohe Opferzahl genannt, jedoch ist anzunehmen, dass mehr Rettungsboote nicht viel mehr Menschen hätten retten können. Das Klarmachen und Abseilen eines Bootes nahm viel Zeit in Anspruch. Zwei der vier Faltboote konnten nicht mehr ordnungsgemäß zu Wasser gelassen werden, sondern wurden von Deck gespült, als das Wasser gegen 02:05 Uhr das Bootsdeck erreichte. Für das Zuwasserlassen weiterer Boote wäre vermutlich also gar keine Zeit mehr gewesen.

### Frauen und Kinder zuerst

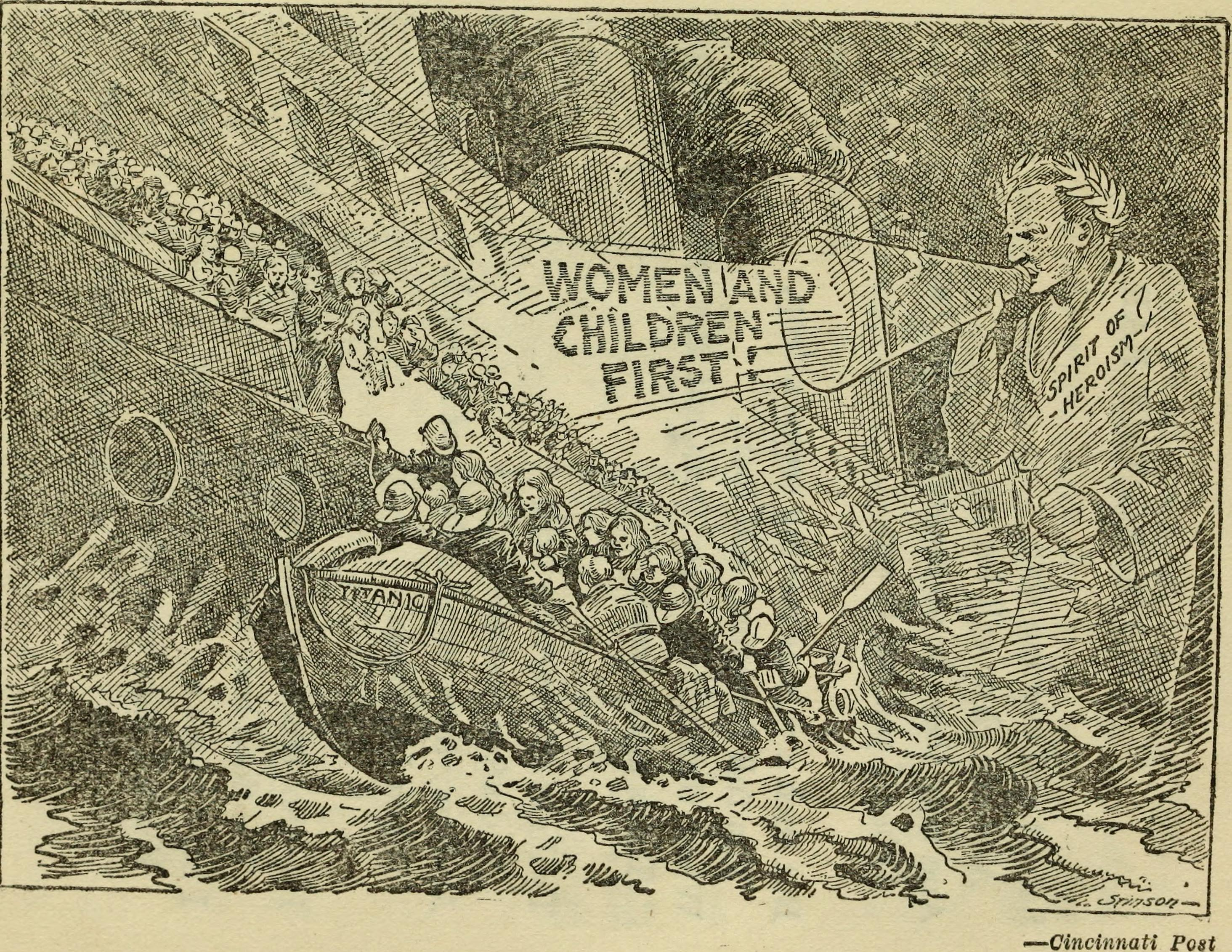
Der (männliche) „Geist des Heldentums“ gibt die Parole aus: Frauen und Kinder zuerst! Zeitgenössische Karikatur.

Traditionell galt bei Unglücken die Losung „Rette sich, wer kann“, wobei von der Schiffsführung erwartet wurde: „Der Kapitän verlässt das Schiff zuletzt!“ Letzteres ist jedoch nicht buchstäblich zu verstehen, denn der Kapitän muss in erster Linie dafür Sorge tragen, dass die Evakuierung durchgeführt wird. Es wird von ihm nicht verlangt, genau die allerletzte Person auf dem Schiff zu sein.
Die Losung „Frauen und Kinder zuerst!“ ist auch als Birkenhead-Grundsatz bekannt. Beim Untergang der Titanic war die Anweisung, dass Frauen und Kinder zuerst in die Rettungsboote sollen, keine offizielle, vom Staat oder der Reederei vorgegebene Regel. Doch Kapitän Smith ließ sie, auf Nachfrage von Lightoller, anwenden. Die Regel trug wohl teilweise dazu bei, dass auch unterbesetzte Boote gefiert wurden, auch wenn es dafür noch andere Gründe gab. Beispielsweise befürchteten Besatzungsmitglieder, dass die Boote bei voller Besetzung weniger sicher im Wasser lägen, oder dass die Davits voll besetzte Boote nicht aushalten würden.
Weder damals noch heute wurde die Losung allgemein in der Schifffahrt angewandt. Tatsächlich sterben bei Schiffsunglücken meistens (proportional) mehr Frauen als Männer. Vielmehr gilt heute, dass die Besatzung sich vorrangig um diejenigen kümmern soll, die am meisten hilfsbedürftig sind.
Im Falle der Titanic entstand ein „first-cabin male heroism“, so Steven Biel: Laut diesem angeblichen Heldentum der Männer aus der Ersten Klasse haben die reichen, weißen, christlichen, angelsächsischen Männer nicht an ihr eigenes Überleben, sondern an die Sicherheit der Frauen gedacht. Diese Sichtweise bestätigte eine traditionelle, konservative Vorstellung von Ritterlichkeit und einer natürlichen Ordnung, in der Frauen unter den Schutz von Männern gestellt sind.
Wer als Mann hingegen überlebt hat, griff, nach dieser Sichtweise, die ewige Ordnung auf geradezu perverse Weise an. Ein solcher Mann galt als Feigling und musste sich rechtfertigen – nicht zuletzt vor dem amerikanischen Untersuchungsausschuss, dessen Vorsitzender Senator Smith fast alle Männer peinlich danach befragt hat, wie sie gerettet wurden. „Gerechtfertigt“ war ein männlicher Überlebender, wenn ihm ein Offizier das Einsteigen ins Rettungsboot befohlen hatte und keine Frau in der Nähe war. Zuvor musste er Frauen und Kinder ins Boot geholfen und danach das Boot in Sicherheit gerudert haben. „Gerechterweise“ überlebt hat ein Mann auch dann, wenn er ins Wasser gesprungen oder gespült worden ist, bevor er es ins Rettungsboot geschafft hat.
Vom Stigma des männlichen Überlebenden war ganz besonders der Reeder J. Bruce Ismay betroffen. In seinem Fall oder vielen anderen, urteilen Fitch, Layton und Wormstedt, lasse sich jedoch kaum redlicherweise behaupten, dass der sich rettende Mann konkret einer Frau oder einem Kind den Platz weggenommen hätte. Wer nicht ins Rettungsboot gestiegen wäre, hätte nur die Liste der Toten verlängert, ohne dass deswegen jemand anders gerettet worden wäre.
Damals wurde die Losung „Frauen und Kinder zuerst“ umgehend in der Diskussion um das Frauenwahlrecht und allgemeiner um den Feminismus aufgegriffen. Frauen, so meinten Gegner des Frauenwahlrechtes, sollten ihre Privilegien als Frauen nicht gegen das Stimmrecht eintauschen. Sonst müsse man auch ihren ritterlichen Schutz durch Männer in Situationen wie auf der Titanic in Frage stellen. Ein Leserbriefschreiber aus St. Louis fand, dass man einer Frau, die von Frauenrechten spricht, nur ein einziges Wort entgegnen müsse: „Titanic!“ Manche Konservative wiederum sahen in den Frauen, die ihre Männer auf der Titanic nicht verlassen wollten, „inspirierende Vorbilder für die Heiligkeit der Ehe“.
Auch manche Feministen konnten sich dem Mythos der ritterlichen Männer nicht entziehen. Wie Rheta Childe Dorr beschrieben sie die Ritterlichkeit aber als Ausnahme in der Gesellschaft, in der die Ausbeutung vorherrscht: „The Law of the sea: women and children first. The law of the land – that's different.“ (Das Gesetz der See: Frauen und Kinder zuerst. Das Gesetz des Landes – das sieht anders aus.)

### Als Frauen verkleidete Männer
Nach der Ankunft der Überlebenden in New York wurde über mehrere Männer behauptet, sie hätten sich als Frauen verkleidet, um in ein Rettungsboot zu gelangen. Sie sind teilweise noch Jahrzehnte später als Feiglinge verachtet worden: William Sloper, J. Bruce Ismay, Dickinson Bishop und William Carter.
Das bekannteste dieser Verleumdungsopfer war William Sloper, ein junger Mann aus den USA. Eine New Yorker Zeitung setzte die Behauptung in die Welt. Tatsächlich saß Sloper im ersten Boot (Nr. 7), das die Titanic verlassen hat. Das Boot war nur zu etwa einem Drittel besetzt, als es zu Wasser gelassen wurde. Zu diesem frühen Zeitpunkt war vielen Passagieren der Ernst der Lage noch nicht bewusst.
Dickinson Bishop und seine Frau saßen ebenfalls im ersten Boot (Nr. 7). In seinem Fall wurde auch behauptet, er sei ins Boot gesprungen und habe so getan, dass er versehentlich gefallen sei. Später ließen sie sich scheiden, und seine Frau behauptete, dass sein Verhalten in der Unglücksnacht ein Grund dafür gewesen sei. Dies feuerte die Gerüchte an.
Auch die Ehe von William Carter wurde geschieden. Seine Frau behauptete anlässlich der Scheidung, er sei nach der Kollision in ihre Kabine gekommen und habe sie angewiesen, sich und die Kinder anzuziehen. Sie habe ihn danach erst wieder um 08:00 Uhr auf dem Schiff Carpathia getroffen. Er habe an der Reling gestanden und gesagt, er habe ein schönes Frühstück gehabt und dass er nicht geglaubt habe, dass sie überleben würde. Carter selbst sagte aus, er habe gesehen, wie seine Frau und seine Kinder ins Rettungsboot Nr. 4 gekommen seien, bevor er das Schiff im Faltboot C (wie Ismay) verlassen habe.
Eine Grundlage für die Gerüchte über Männer in Frauenkleidung gab es allenfalls durch zwei Fälle. Lightoller wollte einen Jungen (Jack Ryerson) nicht ins Boot lassen, ließ es aber zu, nachdem die Mutter darauf bestanden hatte, dass der Junge erst dreizehn sei. Angeblich, so die Legende, hat daraufhin John Jacob Astor einen Frauenhut auf den Sohn von William Carter, Billy, gelegt. Billy sei nun ein Mädchen und dürfe ins Boot. Es gibt mehrere Versionen der Legende, die schließlich auf William Carter übertragen worden sein mag.
Ein weiteres Opfer solcher Vorwürfe war J. Bruce Ismay, den man später verachtete, weil er als Manager der Reederei das Unglück überlebt hatte. Tatsächlich hatte er anderen Passagieren geholfen und hat die Titanic im letzten Boot verlassen.
Der Vorwurf, sich als Frau ausgegeben zu haben, trifft am ehesten auf den 21-jährigen Daniel Buckley aus Irland zu. Nach eigenen Aussagen sprang er mit mehreren anderen Männern ins sechste Boot, als es vorbereitet wurde. Zwei Offiziere hätten die Männer aufgefordert, das Boot zu verlassen. Eine Frau im Boot habe ihren Schal über ihn geworfen und ihn zum Bleiben veranlasst.
Nach anderen Versionen hat Buckley sich schon vor Besteigen des Bootes einen Schal umgelegt, und im amerikanischen Untersuchungsausschuss sagte der Fünfte Offizier Harold Lowe aus: Lowe habe auf einem Rettungsboot jemanden entdeckt, der einen Schal über dem Kopf trug. Lowe habe den Schal weggezogen und gesehen, dass es ein Mann war. Er vermute, sagte Lowe aus, dass der Mann auch Röcke getragen habe.

### Zugang der Dritten Klasse zu Rettungsbooten
Wer in der Dritten Klasse reiste, hatte im Vergleich zu anderen Passagieren eine geringere Chance, das Unglück zu überleben. Zwar behauptete die britische Untersuchung ausdrücklich, dass es keine strukturelle Benachteiligung nach Klassen gegeben habe. Allerdings berichteten Überlebende, dass Passagiere der Dritten Klasse hinter verschlossenen bzw. bewachten Gittern gestanden hätten, so dass sie an der Flucht aufs Deck gehindert worden seien. Entsprechende Szenen sieht man oft in Spielfilmen.
Akers-Jordan und Behe vermuten, dass die Vorstellung von gefangenen Passagieren gleich nach dem Unglück aufkam und sich festsetzte. Das habe an Zeitungsberichten und Aussagen von Überlebenden gelegen, aber zum Beispiel auch an einer irreführenden Fragestellung in der amerikanischen Untersuchung. Es sei schwierig, die teils widersprüchlichen Zeugenaussagen mit Plänen der Titanic abzugleichen, um nachträglich herauszufinden, wo sich die angeblich verschlossenen Türen oder Gitter befanden, wie hoch diese Gitter waren und welche Fluchtwege dadurch versperrt gewesen sein mögen.
Grundsätzlich waren auf der Titanic die Bereiche für Passagiere der verschiedenen Klassen voneinander getrennt. Das lag nicht nur an der Organisation des Schiffes, das für verschieden teure Klassen unterschiedliche Angebote und Annehmlichkeiten bereithielt. Eine Trennung kam auch den amerikanischen Einwanderungsregeln entgegen, um die Ausbreitung von Infektionskrankheiten zu verhindern. Allerdings hatten auch Passagiere der Dritten Klasse Zugänge zu Decks wie den Welldecks vorn und hinten oder dem Achterdeck.
Wenn manche Überlebende von verschlossenen Türen und Gittern berichteten, und andere behaupteten, diese seien offen gewesen, so mag das am Zeitpunkt gelegen haben. So sagte eine Zeugin aus, dass nach ihr eine Tür verschlossen worden sei. Vielleicht waren die oberen Decks so überfüllt, dass die Besatzung zwischen 01:15 Uhr und 01:30 Uhr entschied, die Tore zu verschließen.
Es gab durchaus Absperrungen und auch Gitter, die verhinderten, dass Passagiere der Dritten Klasse Bereiche für die Erste und Zweite Klasse betraten. Fitch, Layton und Wormstedt schätzen, dass es versperrte Türen oder Barrieren eher nicht im Bauch des Schiffes gab, sondern „zwischen den offenen Decks, die das hintere Welldeck vom Deck für die Zweite Klasse getrennt haben“. Es scheine aber so, dass die große Mehrzahl der Menschen aus der Dritten Klasse nicht daran gehindert wurde, die offenen Decks zu erreichen.
Das eigentliche Problem bestand darin, dass die Menschen im verwirrenden System der Gänge die Orientierung verloren und es keine Schilder gab, die ihnen den Weg zu den Decks und den Rettungsbooten gezeigt hätten. Vermutlich hat tatsächlich ein geringerer Anteil der Passagiere der Dritten Klasse ein Deck erreicht als Passagiere der anderen Klassen. Ein Hinweis dafür sind die Leichen, die man nach dem Unglück geborgen hat: Von den Verstorbenen der Ersten Klasse wurde die Leiche in 32 Prozent der Fälle gefunden. Bei den Verstorbenen der Dritten Klasse waren es nur 14 Prozent. Dabei mag es auch eine Rolle gespielt haben, ob man Zugang zu einer Rettungsweste hatte.
Wer ein Deck für die Dritte Klasse erreicht hatte, musste jedoch noch auf ein Deck für die Erste und Zweite Klasse gelangen – nur dort befanden sich Rettungsboote. Manche Passagiere der Dritten Klasse sind in den für sie vorgesehenen Bereichen geblieben und haben auf Instruktionen gewartet. Andere haben sich erfolgreich über Barrieren hinweggesetzt. Mitglieder der Besatzung könnten ihnen dabei geholfen haben, oder aber gemeint haben, sie abwehren zu müssen.
Fitch, Layton und Wormstedt urteilen, dass es Einzelfälle gegeben haben mag, aber keine systematische „Auslöschung“ der Passagiere der Dritten Klasse gegeben:
„There simply was not enough time, organization, or lifeboats, and Third Class passengers bore the brunt of the effects from these circumstances. Legends of locked gates and ideas of crewmen shooting passengers below decks have been long overblown.“
„Es gab einfach nicht genug Zeit, Organisation oder Rettungsboote, und die Passagiere der Dritten Klasse trugen die Hauptlast der Auswirkungen dieser Umstände. Legenden über verschlossene Tore und Vorstellungen von Besatzungsmitgliedern, die Passagiere unter Deck erschießen, wurden lange Zeit aufgebauscht.“
Akers-Jordan und Behe finden es überaus beachtlich, wie viele Überlebende (nicht nur der Dritten Klasse) von Barrieren und abgeschlossenen Türen und Gittern berichten. Auch dürfte es vorgekommen sein, dass Besatzungsmitglieder den Durchgang verboten haben, und dass manche Passagiere trotzdem an diesen vorbeigekommen sind. Eventuell sind einige Passagiere unbeabsichtigt in Abschnitten gefangen gewesen, deren wasserdichte Türen von Besatzungsmitgliedern abgeschlossen worden sind, um die Flutung des Schiffes aufzuhalten. Verschlossene Hindernisse scheinen die Ausnahme gewesen zu sein – vielmehr wurde man durch Besatzungsmitglieder, die Barrieren bewachen sollten, daran gehindert, auf das Bootsdeck zu gelangen.
Thematisiert wird zuweilen, ob Sprachbarrieren eine Rolle gespielt haben. In der Dritten Klasse reisten mehrheitlich Menschen, für die Englisch nicht die Muttersprache war. Sie sprachen Deutsch, Ungarisch, Arabisch, Französisch, Niederländisch, Bulgarisch, Chinesisch, Dänisch, Finnisch, Griechisch, Italienisch, Norwegisch, Portugiesisch, Russisch, Schwedisch oder Türkisch. Sie kamen noch schlechter an Informationen, da die allermeisten Besatzungsmitglieder nur Englisch sprachen und die Hinweisschilder auf Englisch waren.
Laut Statistiken sind von den Südosteuropäern (Bulgaren, Kroaten, Bosnier) in der Dritten Klasse 96,8 Prozent umgekommen (oder 61 von 63). Bei den Skandinaviern starben 74,2 Prozent. Da es ohnehin keine Hinweisschilder gab, bestand das größere Problem darin, die Anweisungen des Bordpersonals zu verstehen. Allerdings, so Akers-Jordan und Behe, verstarben auch englischsprachige Familien wie die Goodwins und die Sages.

### Waffengebrauch
In der Unglücksnacht hatten verschiedene Menschen Waffen zur Verfügung, und teilweise wurde von ihnen Gebrauch gemacht. In Zeugenaussagen und Gerüchten wurde sogar verbreitet, dass ein Offizier Passagiere erschossen und dann sich selbst erschossen habe. Wegen der vielen Aussagen lässt sich diese Behauptung nicht einfach ignorieren, allerdings wurde die Identität des fraglichen Offiziers nie verlässlich festgestellt.
Zunächst einmal gilt es als gesichert, dass Feuerwaffen an Bord waren. In der Unglücksnacht bat der Chief Officer Wilde den Zweiten Officer Lightoller, der an der Backbordseite das Fieren von Booten überwachte, um die Herausgabe von Waffen. Offensichtlich war Wilde von Murdoch darauf angesprochen worden, der beim Fieren von Boot Nr. 5 erlebt hatte, wie Männer in das Boot sprangen. Eigentlich war Murdoch als Erster Offizier für die Waffen verantwortlich, doch hatte es vor Beginn der Fahrt einen Personalwechsel gegeben. Als die Waffen an Bord gebracht worden waren, hatte Lightoller als Erster Offizier gedient, so dass er wusste, wo diese verstaut waren. Er hatte sie einfach ins Schließfach seiner damaligen Kabine gesteckt, die nun diejenige von Murdoch war.
Wilde, Lightoller, Kapitän Smith und Murdoch gingen daraufhin zum Schließfach in der Kabine des Ersten Offiziers. Dort erhielten sie Webley-Revolver. Diese Angabe geht jedenfalls auf Lightoller zurück, den einzigen Überlebenden unter ihnen. Ungeklärt bleibt, ob später andere Offiziere ebenfalls Waffen (von den genannten) erhalten haben. Andere Besatzungsmitglieder und auch Passagiere mögen privat Waffen besessen haben; zumindest gibt es entsprechende Zeugenaussagen.
Eine eigene Waffe hatte ferner der Fünfte Offizier Lowe. Sein Waffengebrauch in der Unglücksnacht ist am besten dokumentiert: Er selbst gab an zu befürchten, dass das Boot Nr. 14 bereits zu voll war. Sollte jemand in letzter Sekunde aufs Boot springen, hätte der Ruck es vielleicht zum Kentern gebracht. Darum habe Lowe drei Schüsse abgefeuert, um auf die unruhige Menge auf dem Deck einzuwirken. Er habe auf niemanden gezielt und auch niemanden getroffen. Andere Überlebende bestätigten dies.
Weniger gut bestätigt ist ein Vorfall beim Fieren von Faltboot D. Lightoller berichtete später, er habe mit seiner ungeladenen Pistole gedroht und dadurch Männer aus dem Boot herausgeholt. Der überlebende Passagier Archibald Gracie wiederum behauptete zunächst in einer Untersuchung, Lightoller habe ihm erzählt, dass er (Lightoller) einen Pistolenschuss abgegeben habe, damit Passagiere der Dritten Klasse nicht das letzte Boot auf der Backbordseite stürmen. In seinem Buch später erwähnte Gracie jedoch keine Schüsse.
Zeugenaussagen berichteten außerdem von einem Vorfall beim Fieren von Faltboot C. Dies war das Faltboot, das Direktor Ismay bestiegen hatte. Besatzungsmitglieder betonten, dass zu dem Zeitpunkt keine Frauen und Kinder in der Nähe gewesen seien. Es habe auch keine Panik in der Nähe gegeben. Anders erinnerte sich jedoch Hugh Woolner aus der Ersten Klasse. Er habe Schreie auf der Steuerbordseite gehört, und nachdem er dorthin geeilt sei, habe er das Mündungsfeuer zweier Schüsse gesehen, und Murdoch habe Männer angeschrien, damit sie das Faltboot wieder verlassen. Sein Mitpassagier Björnström-Steffansson bestätigte dies; genauer habe ein Offizier zwei Schüsse in die Luft abgefeuert. Anderen Zeugen zufolge habe purser (Schatzmeister) Hugh McElroy die Schüsse abgefeuert.
Mit dem Vorfall bei Faltboot C sind möglicherweise andere Zeugenaussagen verbunden, denen zufolge ein Offizier sich selbst erschossen habe. Es ist allerdings schwierig, diese Aussagen zeitlich und lokal genau einzuordnen. Viele dieser Aussagen beruhen auf Hörensagen, also nicht auf eigener Augen- und Ohrenzeugenschaft. Möglicherweise haben sich diese Gerüchte erst auf der Carpathia und dann über die Presse verbreitet.
Am bedeutendsten mögen die Aussagen der überlebenden Passagiere Daly und Rheims sein. Eugene Daly aus der Dritten Klasse gab kurz nach dem Unglück auf der Carpathia und später in einem Brief und gegenüber der Presse Folgendes an. Daly habe gesehen, dass ein Offizier beim Fieren eines Bootes seine Waffe gezogen und auf Menschen gerichtet habe. Wenn irgendjemand versuchen würde, ins Boot zu gelangen, würde er ihn erschießen. Zwei hätten es versucht, und der Offizier habe sie erschossen. Danach habe Daly noch einen Schuss gehört, und schließlich habe er gesehen, wie dieser Offizier selbst am Boden gelegen habe. Er selbst habe es nicht gesehen, aber andere hätten ihm erzählt, dass der Offizier sich selbst erschossen habe.
In der Ersten Klasse war George Rheims gereist. In einem Brief vom 19. April berichtete er seiner Frau, dass er gesehen habe, wie ein Offizier einen Mann erschossen habe, der in ein Boot einsteigen wollte. Der Offizier habe dann gesagt, es rette sich wer kann, dann habe er militärisch gegrüßt und schließlich eine Kugel in seinen Kopf abgefeuert. Fitch, Layton und Wormstedt vermuten, dass die Berichte von Daly und Rheims dasselbe Ereignis beschreiben, auch wenn von einer unterschiedlichen Anzahl von Erschossenen berichtet wurde. Beide Zeugen hätten sich vermutlich nicht untereinander abgesprochen; sie waren auch auf der Carpathia nach Klassen getrennt voneinander untergebracht.
Nur ein einziger Zeuge hatte den Schatzmeister McElroy als den schießenden Offizier identifiziert, mehrere hingegen den Ersten Offizier Murdoch. Von einigen Offizieren ist, wie oben erwähnt, bekannt, dass sie eine Waffe (erhalten) hatten, bei den übrigen lässt sich Waffenbesitz zumindest nicht ausschließen. Zu berücksichtigen ist ferner, dass es einige Verwirrung über die Identität von Offizieren gegeben hat: Kurz vor Beginn der Jungfernfahrt wurde Wilde als neuer chief officer an Bord geholt. Dadurch erhielten die nachfolgenden Offiziere jeweils einen niedrigeren Rang. Nicht alle haben sofort ihre Abzeichen an den Uniformen geändert, und so kann es sein, dass Passagiere nicht genau wussten, wer chief officer und wer Erster Offizier war.
Fitch, Layton und Wormstedt diskutieren ausführlich, wer der fragliche Offizier gewesen sein mag: Kapitän Smith, Wilde, Murdoch, Moody, McElroy, der leitende Ingenieur Joseph Bell, Master-at-arms Thomas W. King und der Erste-Klasse-Passagier Archibald Butt sind in der Literatur als Kandidaten genannt worden. Es gibt auch Theorien, nach denen beim Abbrechen eines Schornsteins Drähte durch die Luft geflogen seien. Das habe sich nach Schüssen anhören können, und die Drähte hätten Menschen verletzen können. Dies alles bleibe fragwürdig: Fitch, Layton und Wormstedt schlussfolgern, dass es keine zuverlässigen Belege dafür gibt, dass ein Offizier sich selbst umgebracht hat.

### Tod des Kapitäns Smith
Es gibt verschiedene Versionen, wie der Kapitän der Titanic, Edward John Smith, zu Tode gekommen ist. Weit verbreitet ist die Vorstellung, dass er bewusst mit seinem Schiff untergegangen sei. So ist es in mehreren Filmen wie auch dem von James Cameron zu sehen. Alternativ hat Smith sich vor dem Untergang selbst das Leben genommen, oder ist kurz vor dem Untergang über Bord gesprungen, oder war bei einem der Rettungsboote.
Die Analyse von Zeugenaussagen ergibt kein klares Bild. Nur wenige Überlebende waren noch auf der Titanic, als das Schiff unter Wasser geraten ist. Die Zeugen waren sich beispielsweise nicht einig, ob Smith eine Rettungsweste getragen hat. Manche behaupteten, der Kapitän habe sich durch einen Schuss getötet, andere, er habe im Wasser treibend ein Baby in ein Rettungsboot gesetzt. Anscheinend war der Kapitän die meiste Zeit in der Nähe der Brücke, bevor das Bootsdeck unter Wasser geriet. Manche sagen, er habe beim Versuch, Faltboot A zu Wasser zu lassen, Befehle erteilt. Vielleicht ist er danach wieder zur Brücke gegangen. Doch es gibt keine belastbaren Zeugenaussagen, dass er wirklich mit dem Schiff untergegangen ist. Der Überlebende Hurst glaubte zeitlebens, er habe Smith beim Faltboot B gesehen und versucht, ihn zu retten. Doch Smith sei bereits der Unterkühlung erlegen gewesen. Allerdings, so Fitch, Layton und Wormstedt, war es in der dunklen Nacht schwierig, jemanden sicher zu identifizieren.

### SOS-Signal

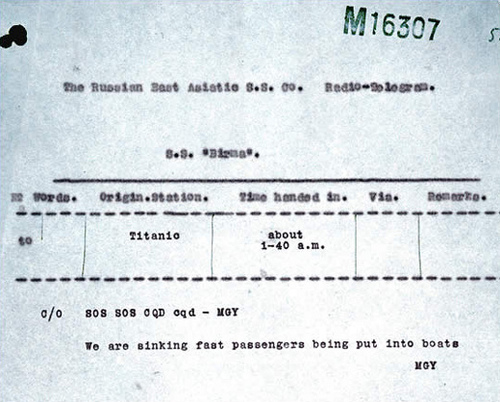
Ein Funktelegramm von der Titanic, aufgezeichnet von der Birma. Sowohl SOS als auch CQD wurde verwendet. Das MGY ist die Kennzeichnung für das Schiff Titanic.

Einem populären Glauben zufolge ist die Titanic das erste Schiff gewesen, welches das neue Notsignal SOS verwendet hat. Dies ist ebenso falsch wie Behauptungen, dass Notrufe der Titanic nicht richtig verstanden worden seien, weil statt des „gültigen“ SOS das veraltete CQD verwendet worden sei. Tatsächlich haben die Funker der Titanic beide Kürzel verwendet, und über die Natur ihrer Notrufe gab es bei den anderen Schiffen kein Missverständnis.
Im Jahr 1904 hat die Marconi-Gesellschaft ein Kürzel für Notrufe standardisiert: CQD. Die ersten beiden Buchstaben waren ein Ruf um Aufmerksamkeit, während das D für distress (Not, Notlage) stand. Man erklärte sich das Kürzel in der Folge mit Come quick, distress! (Komm schnell, Not!; eigentlich also eher: Alle Stationen, Not!) Doch das Kürzel war kein internationaler Standard, und das D konnte, gerade bei großen Abständen, leicht überhört werden.
In Deutschland wurde 1905 das Signal SOS eingeführt und 1906 auf einer internationalen Funktelegraphen-Konferenz in Berlin vorgeschlagen. Andere Länder akzeptierten es 1908. Das Signal war einfacher zu senden und zu empfangen. Verwendet wurde es zum Beispiel 1909, als die Arapahoe in Not geraten war, und auch viele andere Male vor 1912.
Funker Jack Phillips auf der Titanic nutzte in der Unglücksnacht zunächst CQD. Sein Kollege Harald Bride erinnerte sich, ihm SOS empfohlen zu haben, das sei das neue Signal und dies vielleicht die letzte Gelegenheit für sie, es zu verwenden. Phillips lachte und wechselte zu SOS (neben CQD). Neu war SOS allerdings höchstens für Bride oder relativ neu für britische Funker allgemein.

### Schiffe in der Nähe derTitanic

Schiffe in der relativen Nähe der sinkenden Titanic. Am nächsten war die Californian, deren genaue Position strittig ist. Sowohl die (schließlich rettende) Carpathia als auch die Mount Temple sind in Richtung SOS-Positionsangabe gefahren.

Der Weg der Titanic führte eine viel befahrene Schifffahrtsroute entlang. Eine Reihe von Schiffen ist durch ihre Funkmitteilungen nachweisbar; allerdings hatten damals die allermeisten Schiffe keine Funkstation. Die Titanic hatte das Glück, dass das Schiff Carpathia sich in relativer Nähe befand, dass es früh den Notruf der Titanic erhalten hat und dass es umgehend zur angegebenen Position gefahren ist (auch wenn sich diese Position im Nachhinein als falsch herausstellte). Die Carpathia traf aber nur noch Überlebende in Rettungsbooten und Leichen im Wasser an, die Titanic war bereits gesunken.
Eine Streitfrage ist es bis heute, welche anderen Schiffe in der Nähe gewesen sind, die möglicherweise zur Rettung hätten kommen können. Eventuell hätte ein solches Schiff helfen können, mehr Menschenleben zu retten. Dazu wäre es wichtig gewesen, dass es die Titanic noch vor dem Sinken erreicht hätte. Zu berücksichtigen ist dabei, dass die Positionsangabe im Notruf falsch war und die Titanic mit der Strömung leicht nach Süden gedriftet ist. Außerdem mussten Besatzungen von zu Hilfe eilenden Schiffen befürchten, selbst durch Eis beschädigt zu werden.
Bevor die Titanic unterging, stand ihr Bug wahrscheinlich in einer nördlichen Richtung; noch sinkend schwenkte sie leicht. In dieser Richtung waren Lichter eines Schiffes zu erkennen, vielleicht auch Details. Dieses Schiff wird in der Forschung zuweilen mystery ship genannt. Laut Zeugen von der Titanic sei es etwa fünf Meilen von der Titanic entfernt gewesen und habe das Gebiet anscheinend wieder verlassen. Wegen dieses Schiffes, von dem man sich Rettung erhoffte, feuerte man vom Deck der sinkenden Titanic Raketen ab (socket signals). Das geheimnisvolle Schiff reagierte jedoch nicht. In den Untersuchungen damals und in der heutigen Forschung geht man davon aus, dass dieses Schiff die Californian gewesen ist.
Die Californian war ein britisches Frachtschiff. Sie hatte wegen eines Eisfeldes am späten Abend Halt gemacht. Später sichtete sie ein fremdes Schiff und auch Raketen. Ihr Kapitän, Stanley Lord, interpretierte sie nicht als Notsignale. Erst am frühen Morgen war die Funkstation der Californian wieder besetzt. Von anderen Schiffen über das Unglück informiert, machte sie sich auf den Weg durch das Eisfeld zur vermuteten Unglücksstelle, fand aber nur Trümmerteile vor.
Wenn es um Schiffe in der Nähe der Titanic geht, werden außerdem normalerweise diese Schiffe diskutiert:
- Ein norwegisches Schiff, die Samson: Erst Jahre nach dem Unglück behauptete der Chief Officer, das Schiff sei heimlich und verbotenerweise auf Robbenjagd gewesen. Von dort aus habe man Raketen im Abstand von 10 Meilen gesehen. Man habe sie als Raketen der amerikanischen Küstenwache interpretiert, so dass man die Lichter ausgemacht habe, um sich heimlich zu entfernen. Wegen Unstimmigkeiten der Aussage wird diese Theorie jedoch weitgehend abgelehnt.[80] Leslie Reade hat zum Beispiel ermittelt, dass die Samson am 6. April und dann wieder am 20. April im isländischen Hafen Isafjördhur gemeldet wurde. Mit sechs Knoten hatte sie nicht die Geschwindigkeit, um die großen Abstände so schnell zu bewältigen.[81]
- Ein kanadisches Schiff, die Mount Temple: Sie fuhr zu der Stelle, die im Notruf angegeben worden war, und suchte vergeblich nach Überlebenden. Nach ihrer Ankunft am Zielort in Kanada behaupteten zwei Passagiere, dass sie Raketen der Titanic oder gar dessen Untergang beobachtet hätten. Allerdings geht man davon aus, dass die Mount Temple zu weit von der Unglücksstelle entfernt war, um solche Beobachtungen zu machen.[82]

Ferner haben die Frankfurt, die Ypiranga, die Baltic, die Olympic und die Virginian ihre Fahrt unterbrochen, nachdem sie einen Notruf der Titanic empfangen oder über dritte Schiffe vom Unglück erfahren hatten. Manche sind bereits in Richtung der angegebenen Position gefahren, manche haben ausdrücklich von der Carpathia erfahren, dass ihre Hilfe nicht mehr benötigt werde, und haben ihren ursprünglichen Kurs wieder aufgenommen. Weitere Schiffe haben ihre Fahrt nicht unterbrochen, weil sie dachten, zu weit von der Unglücksstelle zu sein. An der (vermuteten) Unglücksstelle bzw. an der Stelle, wo die Rettungsboote gefunden wurden, waren bis zum Mittag des 15. April nur die Carpathia, die Californian und die Mount Temple.

### Position derCalifornian

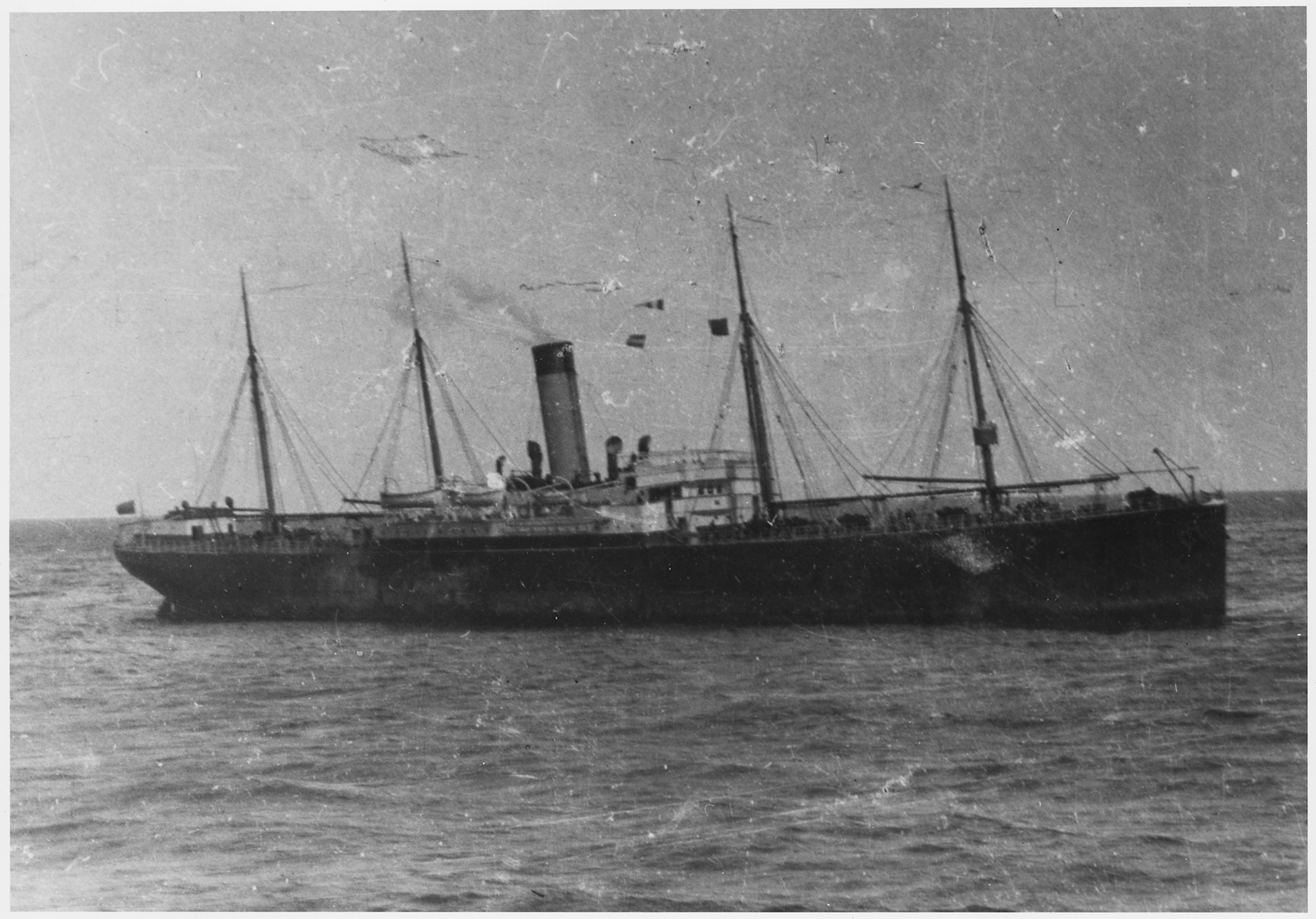
Die Californian am Morgen nach dem Unglück

Es gilt mittlerweile als gesichert, dass die Californian dem sinkenden Schiff näher als die Carpathia oder andere Schiffe war. Besatzungsmitglieder der Californian wurden von der amerikanischen und auch der britischen Untersuchung befragt. Beide Untersuchungen kamen zum Schluss, dass die Californian und die Titanic einander gesehen haben. Der Besatzung der Californian wurde vorgeworfen, dass sie nicht angemessen auf das Sichten von Raketen reagiert habe. Die Schiffsführung hätte den Funker wecken sollen, um eventuell relevante Nachrichten zu erhalten.

Die nähere Umgebung der Titanic in der Unglücksnacht. Angegeben sind verschiedene Mutmaßungen zum mystery ship bzw. der Position der Californian.

Im Jahr 1985 wurde das Wrack der Titanic entdeckt. Das machte es möglich, die Unglücksstelle genauer zu bestimmen. Weil eine neue Erkenntnis vorlag, beschäftigte sich die britische Marine Accident Investigation Branch erneut mit dem Fall der Californian. Der Chief Inspector der MAIB, P. B. Marriott, übernahm die Positionsangabe, die Lord damals nachgeliefert hatte (42° 30′ 0″ N, 50° 42′ 0″ W). Demnach wäre die Californian zu weit von der Titanic gewesen, um diese zu sehen. Marriott wollte Lord zugutehalten, dass die Californian tatsächlich ein anderes Schiff (oder mehrere andere Schiffe) als die Titanic gesehen haben könnte.
Mit Blick auf die Raketen meint Marriott, dass die Californian in der Ferne zwar Raketen der Titanic beobachtet, nicht aber die Titanic selbst gesehen hat, sondern ein fremdes Schiff zwischen beiden. Von der Californian aus sah es so aus, dass die Raketen tief über dem Horizont flogen, nicht höher als Masthöhe. Wegen des Eisfelds hätten die Californian, das dritte Schiff und die Titanic in einer Linie gelegen. Die drei haltenden Schiffe wären dann gemeinsam gedriftet, sodass sie sich im Vergleich zueinander scheinbar nicht bewegten.
Auch andere Autoren glauben an ein mystery ship, ein drittes, bis heute unbekanntes Schiff. Tatsächlich gab es am Morgen nach dem Unglück mehrere Sichtungen von Schiffen, die nicht identifiziert werden konnte; außerdem hatten damals nur sehr wenige Schiffe überhaupt eine Funkstation.
Die überwiegende Mehrheit der Forscher jedoch folgt den Untersuchungen darin, dass die Californian und die Titanic einfach einander gesehen haben. Halpern hat mögliche Richtungen und Positionen der Schiffe sowie die berichteten Sichtungen miteinander verglichen und in Übereinstimmung gebracht. Er schlussfolgert, dass beide Schiffe in einem Abstand von etwa 12 bis 14 Meilen voneinander lagen. Die Sichtbarkeit von Raketen schätzt er mit bis zu 15,5 Seemeilen (28,7 Kilometer) ein. Hätten Californian und Titanic einander tatsächlich nicht gesehen, dann hätten beide Schiffe ein jeweils unterschiedliches mystery ship sehen müssen, aber jedes eben nur eines. Es hätte also gleich zwei mystery ships geben müssen. So halten auch Fitch, Layton und Wormstedt die Wahrscheinlichkeit für astronomisch gering, dass es ein oder mehrere mystery ships gegeben hat. Für die Existenz solcher Schiffe bestünde keinerlei Beweis.

## Ähnlichkeiten zu fiktionalen Schiffsunglücken
In manchen Romanen und Erzählungen finden sich Ähnlichkeiten zum tatsächlichen Untergang der Titanic. Zuweilen wurde behauptet, die betreffenden Schriftsteller hätten das Unglück der Titanic auf übernatürliche oder zumindest mysteriöse Weise vorhergesagt. Allerdings sind Schiffsunglücke kein seltenes Thema in der Literatur des 19. und frühen 20. Jahrhunderts. Daher ist es wahrscheinlich, darin ähnliche Ereignisse zu finden.

### RomanFutilityvon Robertson
Bekannt ist in diesem Zusammenhang vor allem der Roman Titan, Eine Liebesgeschichte auf hoher See von 1898. Im Original hieß er zunächst Futility, in späteren Auflagen nach dem Untergang der Titanic wurde auch der Titel The Wreck of the TITAN verwendet. Der amerikanische Schriftsteller Morgan Robertson (1861–1915) war bis 1899 selbst zur See gefahren. Er könnte vom Dampfschiff Titania gewusst haben, das im Juli 1880 im Nordatlantik auf einen Eisberg gestoßen und gesunken ist. Jenes Schiff war auf dem Weg von einem kanadischen Hafen zu einem anderen; es starb ein Besatzungsmitglied, die übrigen fünf retteten sich in einem Fischerboot.
Im Roman von 1898 gibt es durchaus Ähnlichkeiten zum Untergang der Titanic, aber auch Unterschiede. Die fiktive Titan hat eine vergleichbare Größe und Ausstattung, es sind auch nicht genug Rettungsboote für alle an Bord. Sie fährt von New York Richtung Liverpool. Zunächst stößt sie mit einem kleineren Schiff zusammen, das in zwei Teilen sinkt. Die Hauptfigur, John Rowland, ein ehemaliger Marine-Offizier und jetzt Alkoholkranker, hat dies im Ausguck beobachtet. Die Schiffsführung plant, den Vorfall zu vertuschen, was Rowland ablehnt.
In der nächsten Nacht, einer kalten Aprilnacht, trifft die Titan auf einen Eisberg und kentert. Nur 13 Menschen überleben. Dazu gehört Rowland, der mit einer jungen Passagierin auf den Eisberg springt. Er muss sich eines Eisbären erwehren, wird aber schließlich mitsamt der Passagierin von einem vorbeifahrenden Schiff gerettet.

### Steads Erzählung über einen ungenannten Postdampfer
Zwei andere Geschichten erhielten vor allem wegen ihres Autors neue Aufmerksamkeit, denn der britische Zeitungsmann William Thomas Stead (1849–1912) ist selbst auf der Titanic umgekommen. Im Jahr 1886 hatte er eine Kurzgeschichte veröffentlicht, die von einem Schiffbruch handelt: How the Mail Steamer Went Down in Mid Atlantic by a Survivor (Wie der Postdampfer im Mittelatlantik gesunken ist, von einem Überlebenden). Dieser Postdampfer hat in der Geschichte keinen Namen. Die Hauptfigur Thompson ist ein Seemann, der eines Nachts über das Deck geht und daran denkt, dass das Schiff mit 916 Menschen nur etwa 400 Plätze in Rettungsbooten hat. Tags darauf stößt der Postdampfer im Nebel mit einem Segelschiff zusammen, das rasch sinkt, während der Postdampfer Schlagseite Richtung Steuerbord bekommt.
Panisch kommen Passagiere des Postdampfers an Deck und versuchen, die Boote gewaltsam zu besetzen, was die Besatzung unter Waffenandrohung verhindert. Die Hauptfigur erhält den Befehl, ein Boot vor allem mit Frauen zu besetzen. Dies ist bereits das letzte Boot, während sich noch 700 Menschen auf dem Schiff befinden. Schließlich sinkt der Postdampfer, und die Hauptfigur fällt mit vielen anderen ins Meer. Thompson wird ergriffen und in ein Rettungsboot gezogen. Am Ende der Erzählung heißt es, dass es so in Wirklichkeit aussehen würde, wenn man nicht genug Rettungsboote an Bord hat.

### Steads Erzählung über dieMajestic
Im Jahr 1892 folgte eine andere Geschichte Steads, in der ein Schiffbrüchiger gerettet wird. Ein Schiff, die Ann and Rose, wurde im Nebel von einem Eisberg versenkt. Einige Passagiere können sich auf eine Eisscholle retten, doch nach und nach erfrieren alle bis auf einen. Auf einem anderen Schiff, der Majestic, reist die Hauptfigur der Geschichte, Jack Compton. Er und andere Passagiere erfahren durch übersinnliche Wahrnehmungen vom Schiffbrüchigen auf der weit entfernten Eisscholle. Es gelingt Compton, den Kapitän der Majestic von der Realität des Unglücks zu überzeugen, so dass dieser den Kurs ändert. Compton und ein Begleiter fahren schließlich in einem Boot durch ein Eisfeld und retten den Schiffbrüchigen kurz vor dessen Kältetod. In der Geschichte wird länger erklärt, welche Gefahr Eisberge für ein Schiff darstellen, und auch die Arizona wird erwähnt, die trotz Zusammenstoß mit einem Eisberg nicht gesunken ist.
Stead hat ausdrücklich an das reale Schiff Majestic der White Star Line gedacht. In der Zeitschrift, in der die Geschichte erschienen ist, sieht man auch ein Foto des Schiffes. Der Kapitän des Schiffes wird nicht namentlich genannt; eine Fußnote erklärt, dass die gezeigte Illustration zwar den realen Kapitän zeige, dass dieser jedoch nichts mit dem Kapitän der Geschichte zu tun habe. Interessanterweise befehligte von 1895 bis 1904 Edward Smith als Kapitän die Majestic. Dieser war in seiner langen Karriere allerdings nicht nur Kapitän der Majestic und der Titanic, sondern auch mehrerer anderer Schiffe der White Star Line gewesen.

## Legenden und Sonstiges

### Die Musiker und der Untergang

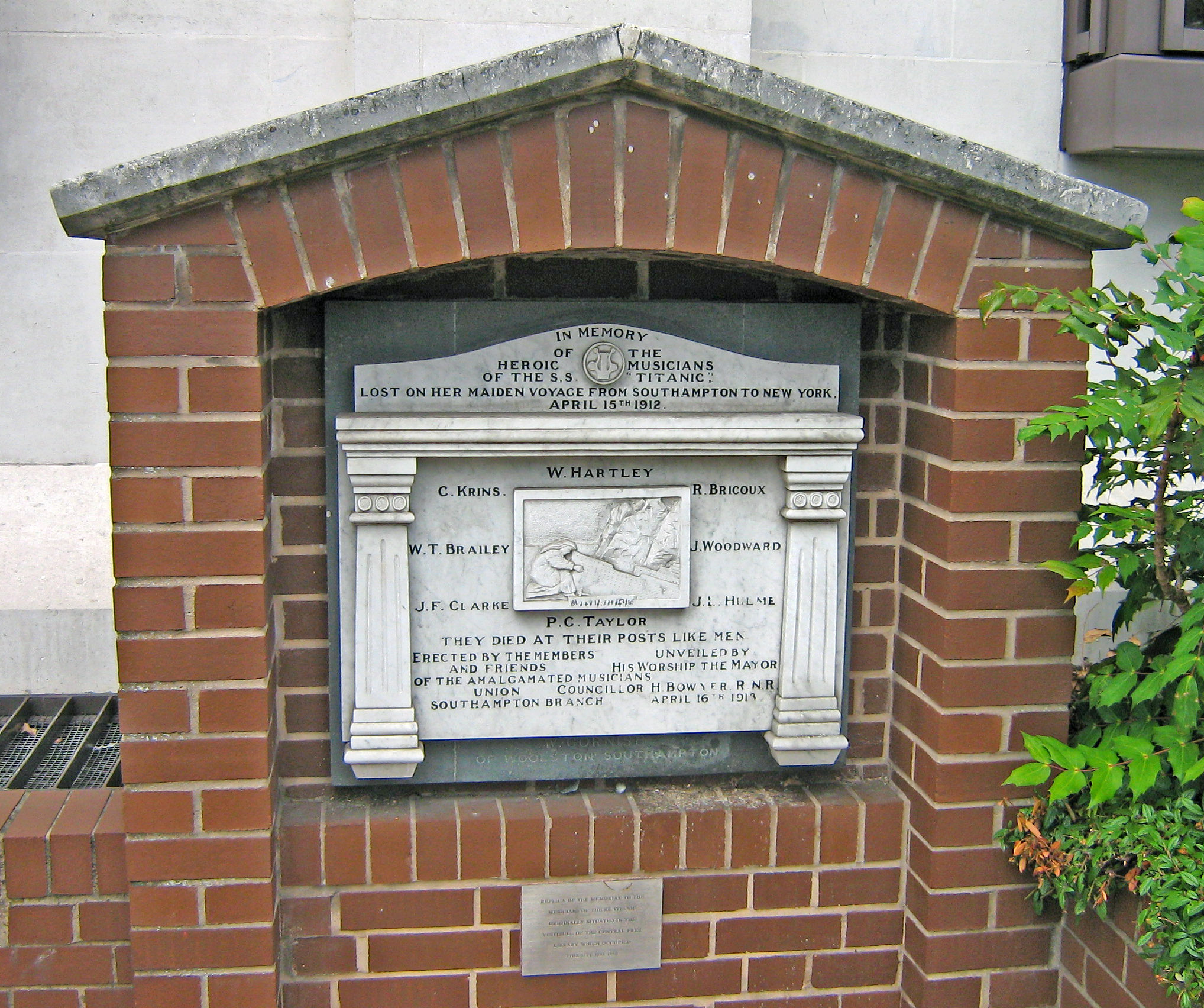
Denkmal für die Musiker der Titanic in Southampton

Auf der Titanic fuhren acht männliche Musiker mit, die allesamt den Tod fanden. Von drei von ihnen wurden später die Leichen gefunden. Normalerweise gehörten sie zu zwei verschiedenen Gruppen, einem Trio und einem Quintett; darum ist es problematisch, von einer Schiffsband zu sprechen. Als das Schiff zu sinken begann, spielten sie gemeinsam, um Passagiere und Besatzung zu beruhigen. Mehrere Überlebende bezeugten, dass die Gruppe bis zum Ende zu hören war.
Zu den Musikern gibt es mehrere Streitfragen: wo und wie lange sie gespielt haben, und vor allem, welche Stücke sie dargeboten haben. Die Zeugenaussagen zum Ort sind widersprüchlich. Ein Piano stand beim Eingangsbereich der Ersten Klasse am Bootsdeck; da dieses Piano fest installiert war, damit es sich bei schwerem Seegang nicht bewegt, müsste die Gruppe dort gespielt haben. Ein Spielen draußen dürfte unwahrscheinlich sein, weil sich dort in der Kälte ihre Finger verkrampft hätten, weil sie dort nur wenig Licht gehabt hätten und weil die Streicher ihre Instrumente mehrmals neu hätten stimmen müssen.
Die Musiker haben vielleicht schon um 00:10 Uhr mit dem Spielen begonnen. Es ist unbekannt, ob sie das aus eigenem Antrieb oder aufgrund einer Bitte der Schiffsführung getan haben. Sie waren keine Besatzungsmitglieder, sondern formell Passagiere der Zweiten Klasse, die von einer Künstleragentur (Black in Liverpool) engagiert wurden. Darum konnte man ihnen das Spielen nicht befehlen, wohl aber untersagen. Kritiker finden, dass das Spiel den Passagieren ein falsches Gefühl an Sicherheit gegeben habe. Hätten die Passagiere den Ernst der Lage schneller erkannt, wäre es einfacher gewesen, die ersten Rettungsboote zu besetzen. Allerdings wollte die Schiffsführung eine Panik vermeiden. Es sieht so aus, dass die Musiker sich einfach zum Spiel zusammenfanden, weil es ihnen in der Situation als das Angemessenste erschien, selbst später, als ihnen ihr drohendes Schicksal bewusst geworden sein muss. Überlebende haben das Spiel stets positiv hervorgehoben.
Eventuell gab es eine Pause: Lawrence Beesley will gegen 00:40 Uhr einen Cellisten mit Cello am Eingang der Zweiten Klasse zum Bootsdeck gesehen haben. Die Musiker könnten pausiert haben, um sich wärmer anzuziehen oder Rettungswesten anzulegen. Oder aber der Cellist kam später zur Gruppe hinzu. Jedenfalls hat ein Überlebender berichtet, dass er die Instrumente ohne Musiker habe liegen gesehen, während andere sich nicht einig waren, ob die Musiker Rettungswesten trugen oder nicht. Gespielt habe die improvisierte Band bis zum Ende, wurde von vielen Überlebenden behauptet. Die Musik war in der stillen Nacht weithin hörbar. Möglicherweise verließen die Musiker ihren Platz zur Backbordseite hin etwa zu dem Zeitpunkt, als das vordere Deck überspült wurde. Das würde erklären, dass später immerhin drei Musiker tot im Wasser geborgen wurden.
Umstritten ist vor allem, was die Musiker gespielt haben. Manche Zeugen vermelden fröhliche Musik etwa im damals beliebten Ragtime-Stil, andere patriotische Lieder wie das Star-Spangled Banner, andere religiöse Musik wie zum Beispiel Hymnen. In den Berichten findet sich eine Vielzahl von verschiedenen Liedtiteln, wobei nicht immer gesichert ist, welches Lied oder welche Version davon genau gemeint war. Weil relativ viele Überlebende davon berichtet haben, ist es zumindest wahrscheinlich, dass die Hymne Nearer My God To Thee (Näher, mein Gott, zu dir) zu hören war. Davon gibt es drei verschiedene Versionen; die heute bekannteste, die Melodie Bethany, ist etwa in den Filmen von 1953 und 1997 zu hören. Offen muss wiederum bleiben, welches Lied das letzte war, das gespielt wurde.

### Tiere an Bord des Schiffes
Auf der Titanic sind mehrere Tiere mitgefahren, außer Hunden auch Katzen, Hühner und weitere Arten. Von den Hunden haben drei nachgewiesenermaßen überlebt, und zwar im Beisein ihrer Besitzer in Rettungsbooten. Der Hund Rigel dürfte hingegen eine moderne Legende darstellen. Laut einem Zeitungsbericht ist dieser vor einem Rettungsboot durch das eiskalte Wasser geschwommen und hat die Carpathia herbeigebellt. Von der nicht überlebenden Passagierin Anne Elizabeth Isham wurde behauptet, dass sie sich geweigert habe, ohne ihren (sehr großen) Hund ins Rettungsboot zu steigen. Laut einer weiteren Story haben jedoch Passagiere der Bremen eine Frau im Wasser treiben gesehen, die in ihren gefrorenen Armen einen großen Hund gehalten habe. Tatsächlich hatte Isham keinen Hund bei sich, und auch eine Zeugenaussage von Alice Leader, dass eine junge Frau ihren großen Hund nicht habe zurücklassen wollen, dürfte nicht auf die fünfzigjährige Isham zutreffen.
Die überlebende Stewardess Violet Jessop berichtete von der Katze Jenny, die auf dem Schiff Junge geworfen habe. Weitere Belege, etwa zum Schicksal der Katzenfamilie, gibt es nicht. Nach einer Behauptung wurde sie von einem irischen Mitglied der Besatzung gerettet, nach einer anderen verließ die hellseherische Jenny das Schiff mitsamt Brut noch vor dem Auslaufen.

## Verschwörungserzählungen

### Austausch des Schiffes für einen Versicherungsbetrug

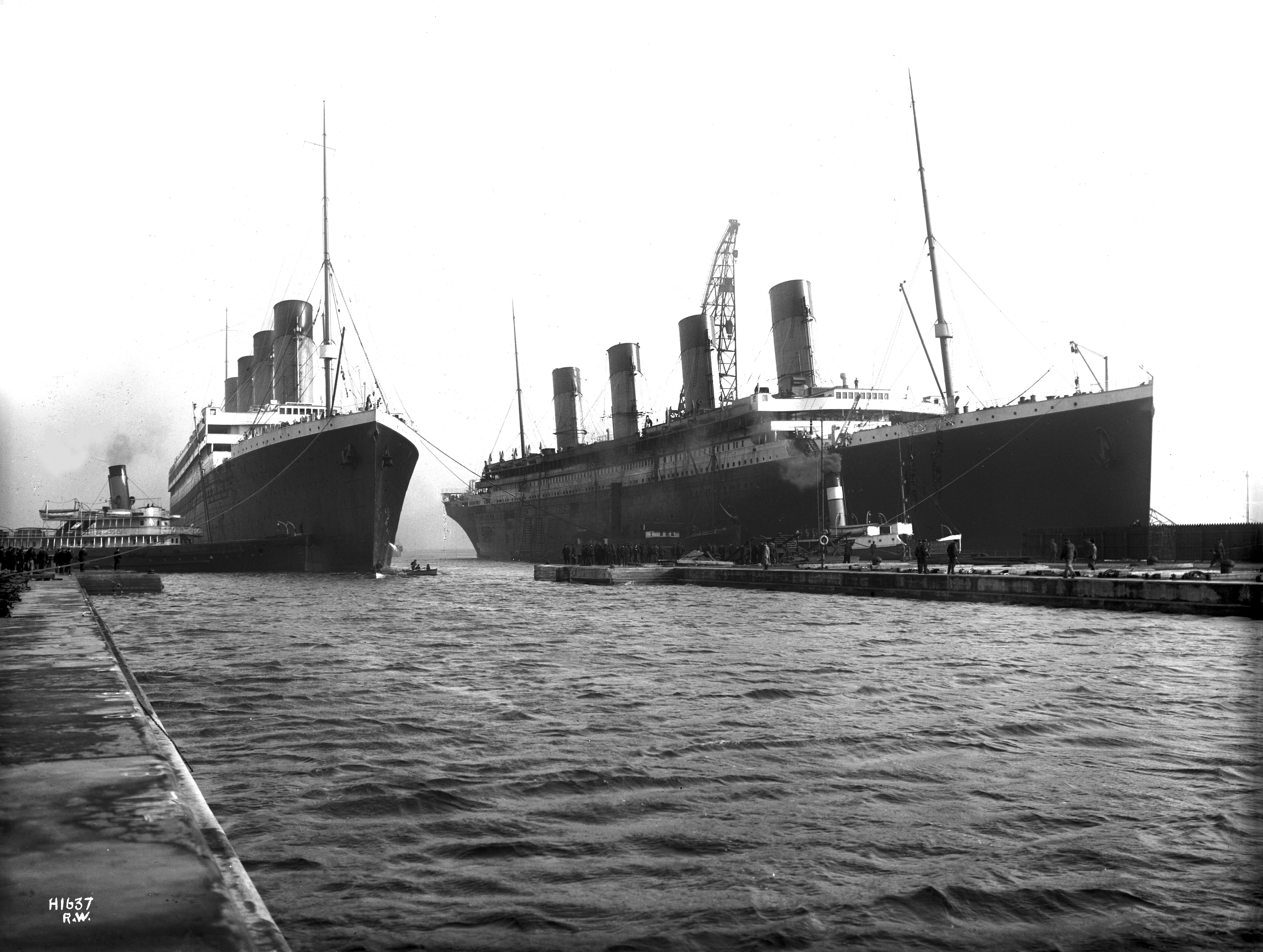
Am 6. März 1912 in Belfast: Die Titanic (rechts) wird für einige Zeit aus dem Trockendock geholt. Dort soll die Olympic (links) repariert werden. Eine Schiffsschraube musste ersetzt werden.

Im Jahr 1996 veröffentlichten die Autoren Robin Gardiner und Dan van der Vat das Buch Die Titanic-Verschwörung. Darin behaupten sie, im Jahr 1912 sei nicht die Titanic untergegangen, sondern ihr Schwesterschiff, die Olympic. Man habe die Schiffe ausgetauscht und die Olympic sinken lassen. Das Motiv sei Versicherungsbetrug gewesen.
Diese und andere Autoren verweisen auf einen Unfall im September 1911. Dabei stieß die Olympic mit dem kleineren Kreuzer Hawke zusammen. Beide Schiffe wurden schwer beschädigt. Angeblich war der Schaden an der Olympic viel größer gewesen als von der White Star Line zugegeben. Eine Reparatur habe sich finanziell oder auch technisch nicht gelohnt. Darum habe die White Star Line die Olympic unter dem Namen Titanic auf eine Atlantikfahrt geschickt und absichtlich versenkt. (J. P. Morgan, der maßgebliche Finanzier hinter der White Star Line, habe daher seine Mitfahrt wegen einer vorgeschobenen Krankheit nicht angetreten.) Durch den fingierten Unfall sei man an die Versicherungssumme für die Titanic gekommen, und in der Folge sei die ursprüngliche Titanic unter dem Namen Olympic über die Meere gefahren, bis sie 1935 verschrottet wurde.
Die Behauptung mag zunächst glaubhaft klingen, weil sich beide Schiffe ähnlich gesehen haben. Allerdings hätte der behauptete Austausch innerhalb kurzer Zeit passieren müssen: So war die Olympic vom 2. bis 7. März 1912 bei der Werft in Belfast. Wegen eines Fotos vom 3. März, das eindeutig die Olympic zeigt, hätte man nur vier Tage gehabt. Oder der Austausch hätte später im März oder Anfang April stattfinden müssen. Gegen einen Austausch sprechen aber mehrere Gründe:
- Zahlreiche Menschen hätten vom Versicherungsbetrug gewusst: Arbeiter auf der Werft, die Führung der White Star Line sowie beide Besatzungen (viele Besatzungsmitglieder der Titanic hatten zuvor auf der Olympic gedient) hätten den Austausch bemerken müssen. Dennoch hat in all den Jahren nach dem Unglück niemand von einem Austausch gesprochen.
- Zwischen beiden Schiffen gab es eine Reihe von baulichen Unterschieden, sowohl außen als auch bei der Inneneinrichtung. Die Unterschiede sieht man unter anderem auf Fotos, und sie erscheinen in Erinnerungen von Überlebenden der Titanic. In der kurzen Zeit wäre es kaum möglich gewesen, die Titanic bzw. die Olympic entsprechend umzubauen.
- Die baulichen Besonderheiten der Titanic wurden am Wrack des Schiffes auf dem Meeresgrund festgestellt.
- Elemente der Inneneinrichtung der Olympic wurden später verkauft. Auf der Rückseite zum Beispiel von Holzvertäfelungen sieht man die Werft-Nummer der Olympic, die 400 (und nicht die 401 der Titanic).[100]
- Anstatt das Schiff mit Passagieren und Gepäck auf den Ozean zu schicken, hätte man es auch einfach auf der Werft anzünden können: Brandunfälle in den Docks waren keine Seltenheit.[101]
- Ein Schiffsunglück – noch dazu mit mehreren hundert oder sogar über tausend Toten – schadet dem Ansehen einer Reederei ungemein.

Überhaupt: Die Olympic und die Titanic kosteten damals voll ausgestattet jeweils rund 1,5 Millionen britische Pfund (oder nach damaligem Kurs 7,5 Millionen Dollar). Die Versicherung deckte damals aber nur einen Schaden von einer Million Pfund oder fünf Millionen Dollar, also bloß zwei Drittel der Baukosten. Fitch, Layton und Wormstedt nennen die Behauptung von einem Austausch folglich „eine der bizarresten Theorien rund um die Titanic“.

### Versenkung mit Mordmotiv

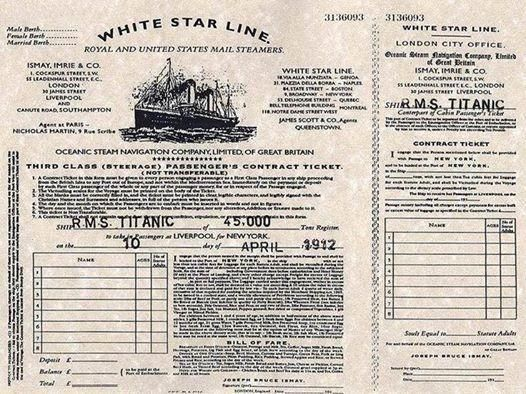
Ein Ticket für die Titanic

Verschiedene Verschwörungserzählungen behaupteten, dass die Titanic absichtlich zum Sinken gebracht worden sei. Man habe drei bestimmte Bankiers auf das Schiff eingeladen, um sie zu ermorden. Diese hätten nämlich die Gründung der Federal Reserve Bank der USA verhindern wollen, um deren Einrichtung damals gestritten wurde. Mit dem Mord habe man drei Gegner und ihren Widerstand erfolgreich beseitigt: John Jacob Astor IV, Isidor Straus und Benjamin Guggenheim. Auf der Titanic sollte eigentlich auch ein Befürworter einer Federal Reserve Bank mitfahren, J. P. Morgan, der tatsächliche Finanzier der Titanic. Dieser hatte seine Reise jedoch wenige Stunden vor der Abfahrt abgesagt.
Es gibt keine Einigkeit unter Forschern, warum Morgan seine Reisepläne geändert hat, dies sei jedenfalls nicht binnen weniger Stunden vor der Abfahrt passiert. Vor allem aber gibt es keinen Beleg dafür, dass die drei Genannten tatsächlich Gegner der Federal Reserve Bank gewesen sind. Straus hat sich, laut einer Nachforschung der Washington Post, sogar für den Vorschlag ausgesprochen. Davon abgesehen sind Experten sich einig, dass der Untergang des Schiffes ein Unfall war.

## Belege
1. ↑  Tad Fitch, J. Kent Layton, Bill Wormstedt: On a Sea of Glass. The Life & Loss of the RMS Titanic. Amberley, Stroud 2015, S. 283.
2. ↑  Richard Howells: The Myth of the Titanic. ISBN 0-333-72597-2.
3. ↑  Tad Fitch, J. Kent Layton, Bill Wormstedt: On a Sea of Glass. The Life & Loss of the RMS Titanic. Amberley, Stroud 2015, S. 284.
4. ↑  Walter Lord: The Night Lives On. William Morrow & Company, 1986, ISBN 0-688-04939-7.
5. ↑  C. Hacket, J. G. Bedford: The Sinking of the S.S. TITANIC — Investigated by modern Techniques. The Northern Ireland Branch of the Institute of Marine Engineers and the Royal Institution of Naval Architects, 26 March 1996 and the Joint Meeting of the Royal Institution of Naval Architects and the Institution of Engineers and Shipbuilders in Scotland, 10 December 1996.
6. ↑  Tad Fitch, J. Kent Layton, Bill Wormstedt: On a Sea of Glass. The Life & Loss of the RMS Titanic. Amberley, Stroud 2015, S. 143.
7. ↑  Tad Fitch, J. Kent Layton, Bill Wormstedt: On a Sea of Glass. The Life & Loss of the RMS Titanic. Amberley, Stroud 2015, S. 290, 292.
8. ↑  Samuel Halpern: Times gone wrong. In: Samuel Halpern (Hrsg.): Report into the Loss of the SS Titanic: A Centennial Reappraisal. The History Press, Stroud 2016 (2012), S. 337–339.
9. ↑  Samuel Halpern: Account of the Ship's Journey accross the Atlantic. In: Samuel Halpern (Hrsg.): Report into the Loss of the SS Titanic: A Centennial Reappraisal. The History Press, Stroud 2016 (2012), S. 71–89, hier S. 76.
10. ↑  Samuel Halpern: Account of the Ship's Journey accross the Atlantic. In: Samuel Halpern (Hrsg.): Report into the Loss of the SS Titanic: A Centennial Reappraisal. The History Press, Stroud 2016 (2012), S. 71–89, hier S. 76/ 77.
11. ↑  Samuel Halpern: Account of the Ship's Journey accross the Atlantic. In: Samuel Halpern (Hrsg.): Report into the Loss of the SS Titanic: A Centennial Reappraisal. The History Press, Stroud 2016 (2012), S. 71–89, hier S. 72–74, 77.
12. ↑  Samuel Halpern: Account of the Ship's Journey accross the Atlantic. In: Samuel Halpern (Hrsg.): Report into the Loss of the SS Titanic: A Centennial Reappraisal. The History Press, Stroud 2016 (2012), S. 71–89, hier S. 78/79.
13. ↑  Tad Fitch, J. Kent Layton, Bill Wormstedt: On a Sea of Glass. The Life & Loss of the RMS Titanic. Amberley, Stroud 2015, S. 291/292.
14. ↑  Samuel Halpern: Strangers on the Horizon. Titanic and Californian – A Forensic Approach. Halpern 2021 (2019), S. 321.
15. ↑  Don Lynch, Ken Marschall: Titanic – Königin der Meere. München, 1992, S. 189.
16. ↑  Gareth Russell: The Ship of Dreams. The Sinking of the Titanic and the End of the Edwardian Era. Atria, New York u. a. 2019, Kap. 19.
17. ↑  Don Lynch, Ken Marschall: Titanic – Königin der Meere. München, 1992, S. 41.
18. ↑  Samuel Halpern: Account of the Ship's Journey accross the Atlantic. In: Samuel Halpern (Hrsg.): Report into the Loss of the SS Titanic: A Centennial Reappraisal. The History Press, Stroud 2016 (2012), S. 71–89, hier S. 76.
19. ↑  Gareth Russell: The Ship of Dreams. The Sinking of the Titanic and the End of the Edwardian Era. Atria, New York u. a. 2019, Kap. 10.
20. ↑  Samuel Halpern: Summary of the Findings of this Report. In: Samuel Halpern (Hrsg.): Report into the Loss of the SS Titanic: A Centennial Reappraisal. The History Press, Stroud 2016 (2012), hier S. 279.
21. ↑  Tad Fitch, J. Kent Layton, Bill Wormstedt: On a Sea of Glass. The Life & Loss of the RMS Titanic. Amberley, Stroud 2015, S. 123.
22. ↑  Samuel Halpern: The Circumstances in Connection with the SS Mount Temple. In: Samuel Halpern (Hrsg.): Report into the Loss of the SS Titanic: A Centennial Reappraisal. The History Press, Stroud 2016 (2012), S. 219–229, hier S. 219.
23. ↑  Samuel Halpern: Account of the Ship's Journey accross the Atlantic. In: Samuel Halpern (Hrsg.): Report into the Loss of the SS Titanic: A Centennial Reappraisal. The History Press, Stroud 2016 (2012), S. 71–89, hier S. 88.
24. ↑  Art Braunschweiger: We have no look-out glasses in the crow's nest. In: encyclopedia-titanica.org. Abgerufen am 17. Juli 2023 (englisch).
25. ↑  Tim Maltin: Did the Titanic Sink Because of an Optical Illusion? In: Smithsonian Magazine. März 2012 (englisch); smithsonianmag.com (Memento vom 31. August 2020 im Internet Archive)
26. ↑  Clemens Höges: 37 Sekunden Schicksal. In: Der Spiegel. Nr. 13, 2012 (online).
27. ↑  Tad Fitch, J. Kent Layton, Bill Wormstedt: On a Sea of Glass. The Life & Loss of the RMS Titanic. Amberley, Stroud 2015, S. 293.
28. ↑  Samuel Halpern: Account of the Ship's Journey accross the Atlantic. In: Samuel Halpern (Hrsg.): Report into the Loss of the SS Titanic: A Centennial Reappraisal. The History Press, Stroud 2016 (2012), S. 71–89, hier S. 93.
29. ↑  Samuel Halpern: She Turned Two Points In 37 Seconds (Memento vom 12. Mai 2012 im Internet Archive). (PDF; 703 kB) Titanic Research and Modeling Association; abgerufen am 8. März 2011.
30. ↑  Tad Fitch, J. Kent Layton, Bill Wormstedt: On a Sea of Glass. The Life & Loss of the RMS Titanic. Amberley, Stroud 2015, S. 292/293.
31. ↑  Mike Collett-White: Titanic sunk by steering mistake, author says. In: Reuters. 22. September 2010, abgerufen am 10. September 2023 (englisch).
32. ↑  Tad Fitch, J. Kent Layton, Bill Wormstedt: On a Sea of Glass. The Life & Loss of the RMS Titanic. Amberley, Stroud 2015, S. 293/294.
33. ↑  Tad Fitch, J. Kent Layton, Bill Wormstedt: On a Sea of Glass. The Life & Loss of the RMS Titanic. Amberley, Stroud 2015, S. 294.
34. ↑  Tad Fitch, J. Kent Layton, Bill Wormstedt: On a Sea of Glass. The Life & Loss of the RMS Titanic. Amberley, Stroud 2015, S. 294.
35. ↑  Tad Fitch, J. Kent Layton, Bill Wormstedt: On a Sea of Glass. The Life & Loss of the RMS Titanic. Amberley, Stroud 2015, S. 294/295.
36. ↑  Ashsih: Would The RMS Titanic Have Survived If It Had Collided Head-On With The Iceberg? In: ScienceABC.com. 22. Januar 2022, abgerufen am 10. September 2023 (englisch).
37. ↑  Ashsih: Would The RMS Titanic Have Survived If It Had Collided Head-On With The Iceberg? In: ScienceABC.com. 22. Januar 2022, abgerufen am 10. September 2023 (englisch).
38. ↑  Tad Fitch, J. Kent Layton, Bill Wormstedt: On a Sea of Glass. The Life & Loss of the RMS Titanic. Amberley, Stroud 2015, S. 295.
39. ↑  Charles Weeks, Samuel Halpern: Description of the damage to the ship. In: Samuel Halpern (Hrsg.): Report into the Loss of the SS Titanic: A Centennial Reappraisal. The History Press, Stroud 2016 (2012), S. 100–130, hier S. 102/112.
40. ↑  Tad Fitch, J. Kent Layton, Bill Wormstedt: On a Sea of Glass. The Life & Loss of the RMS Titanic. Amberley, Stroud 2015, S. 296.
41. ↑  Tad Fitch, J. Kent Layton, Bill Wormstedt: On a Sea of Glass. The Life & Loss of the RMS Titanic. Amberley, Stroud 2015, S. 295, 297.
42. ↑  Neue Theorie: Kohlefeuer soll „Titanic“-Katastrophe ausgelöst haben. Spiegel Online, 8. November 2004; abgerufen am 25. November 2013.
43. ↑  Wreck Commissioners’ Court: Proceedings on a Formal Investigation ordered by the Board of Trade into the loss of the S.S. “Titanic”. London 1912, Aussagen von Charles Hendrickson und Frederick Barrett
44. ↑  Colin McEvoy: For Decades, Titanic Survivors Said the Ship Split in Half. Nobody Believed Them. In: biographies.com. 22. Juni 2023, abgerufen am 16. Juli 2023 (englisch).
45. ↑  The Welin Quadrant Davit for Double-Banked Boats Weekly Journal "Engineering", 1. Juli 1910, abgerufen am 28. Februar 2025
46. ↑  Wreck Commissioners’ Court: Proceedings on a Formal Investigation ordered by the Board of Trade into the loss of the S.S. “Titanic”. London 1912, Tag 20, Aussage von Alexander Carlisle
47. ↑  Steven Biel: Down with the Old Canoe. A Cultural History of the Titanic Disaster. W. W. Norton & Company, New York / London 1996, S. 24/25.
48. ↑  Steven Biel: Down with the Old Canoe. A Cultural History of the Titanic Disaster. W. W. Norton & Company, New York / London 1996, S. 27/28.
49. ↑  Tad Fitch, J. Kent Layton, Bill Wormstedt: On a Sea of Glass. The Life & Loss of the RMS Titanic. Amberley, Stroud 2015, S. 359, 361.
50. ↑  Steven Biel: Down with the Old Canoe. A Cultural History of the Titanic Disaster. W. W. Norton & Company, New York / London 1996, S. 30, 31, 33.
51. ↑  Steven Biel: Down with the Old Canoe. A Cultural History of the Titanic Disaster. W. W. Norton & Company, New York / London 1996, S. 103.
52. ↑  David Mikkelson: Did a Male Titanic Passenger Pose as a Woman to Get on a Lifeboat? In: snopes.com. 19. Juli 2000, abgerufen am 19. Juli 2023 (englisch).
53. ↑  Bill Wormstedt, Tad Fitch: An Account of the Saving of Those on Board. In: Samuel Halpern (Hrsg.): Report into the Loss of the SS Titanic: A Centennial Reappraisal. The History Press, Stroud 2016 (2012), S. 130–163, hier S. 156.
54. ↑  Cathy Akers-Jordan, George Behe: A Question of Locked Gates. In: Samuel Halpern (Hrsg.): Report into the Loss of the SS Titanic: A Centennial Reappraisal. The History Press, Stroud 2016 (2012), S. 352–375, hier 370, 372/373.
55. ↑  Tad Fitch, J. Kent Layton, Bill Wormstedt: On a Sea of Glass. The Life & Loss of the RMS Titanic. Amberley, Stroud 2015, S. 364.
56. ↑  Cathy Akers-Jordan, George Behe: A Question of Locked Gates. In: Samuel Halpern (Hrsg.): Report into the Loss of the SS Titanic: A Centennial Reappraisal. The History Press, Stroud 2016 (2012), S. 352–375, hier S. 373.
57. ↑  Tad Fitch, J. Kent Layton, Bill Wormstedt: On a Sea of Glass. The Life & Loss of the RMS Titanic. Amberley, Stroud 2015, S. 364/365.
58. ↑  Tad Fitch, J. Kent Layton, Bill Wormstedt: On a Sea of Glass. The Life & Loss of the RMS Titanic. Amberley, Stroud 2015, S. 364/365.
59. ↑  Tad Fitch, J. Kent Layton, Bill Wormstedt: On a Sea of Glass. The Life & Loss of the RMS Titanic. Amberley, Stroud 2015, S. 364/365.
60. ↑  Tad Fitch, J. Kent Layton, Bill Wormstedt: On a Sea of Glass. The Life & Loss of the RMS Titanic. Amberley, Stroud 2015, S. 365.
61. ↑  Cathy Akers-Jordan, George Behe: A Question of Locked Gates. In: Samuel Halpern (Hrsg.): Report into the Loss of the SS Titanic: A Centennial Reappraisal. The History Press, Stroud 2016 (2012), S. 352–375.
62. ↑  Gareth Russell: The Ship of Dreams Ebook. The Sinking of the Titanic and the End of the Edwardian Era. Atria, New York u. a. 2019, Kap. 14.
63. ↑  Cathy Akers-Jordan, George Behe: A Question of Locked Gates. In: Samuel Halpern (Hrsg.): Report into the Loss of the SS Titanic: A Centennial Reappraisal. The History Press, Stroud 2016 (2012), S. 352–375, hier 370, 372/373.
64. ↑  Tad Fitch, J. Kent Layton, Bill Wormstedt: On a Sea of Glass. The Life & Loss of the RMS Titanic. 3. Auflage, Amberley, Stroud 2015, S. 199/200.
65. ↑  Tad Fitch, J. Kent Layton, Bill Wormstedt: On a Sea of Glass. The Life & Loss of the RMS Titanic. Amberley, Stroud 2015, S. 316.
66. ↑  Tad Fitch, J. Kent Layton, Bill Wormstedt: On a Sea of Glass. The Life & Loss of the RMS Titanic. Amberley, Stroud 2015, S. 316.
67. ↑  Tad Fitch, J. Kent Layton, Bill Wormstedt: On a Sea of Glass. The Life & Loss of the RMS Titanic. Amberley, Stroud 2015, S. 299.
68. ↑  Tad Fitch, J. Kent Layton, Bill Wormstedt: On a Sea of Glass. The Life & Loss of the RMS Titanic. Amberley, Stroud 2015, S. 300.
69. ↑  Tad Fitch, J. Kent Layton, Bill Wormstedt: On a Sea of Glass. The Life & Loss of the RMS Titanic. Amberley, Stroud 2015, S. 300/301.
70. ↑  Tad Fitch, J. Kent Layton, Bill Wormstedt: On a Sea of Glass. The Life & Loss of the RMS Titanic. Amberley, Stroud 2015, S. 306.
71. ↑  Bill Wormstedt, Tad Fitch: An Account of the Saving of Those on Board. In: Samuel Halpern (Hrsg.): Report into the Loss of the SS Titanic: A Centennial Reappraisal. The History Press, Stroud 2016 (2012), S. 130–163, hier S. 157.
72. ↑  Tad Fitch, J. Kent Layton, Bill Wormstedt: On a Sea of Glass. The Life & Loss of the RMS Titanic. Amberley, Stroud 2015, S. 308.
73. ↑  Tad Fitch, J. Kent Layton, Bill Wormstedt: On a Sea of Glass. The Life & Loss of the RMS Titanic. Amberley, Stroud 2015, S. 316/317.
74. ↑  Tad Fitch, J. Kent Layton, Bill Wormstedt: On a Sea of Glass. The Life & Loss of the RMS Titanic. Amberley, Stroud 2015, S. 319/320.
75. ↑  Tad Fitch, J. Kent Layton, Bill Wormstedt: On a Sea of Glass. The Life & Loss of the RMS Titanic. Amberley, Stroud 2015, S. 323.
76. ↑  Tad Fitch, J. Kent Layton, Bill Wormstedt: On a Sea of Glass. The Life & Loss of the RMS Titanic. Amberley, Stroud 2015, S. 334.
77. ↑  Tad Fitch, J. Kent Layton, Bill Wormstedt: On a Sea of Glass. The Life & Loss of the RMS Titanic. Amberley, Stroud 2015, S. 205.
78. ↑  Tad Fitch, J. Kent Layton, Bill Wormstedt: On a Sea of Glass. The Life & Loss of the RMS Titanic. Amberley, Stroud 2015, S. 205.
79. ↑  Tad Fitch, J. Kent Layton, Bill Wormstedt: On a Sea of Glass. The Life & Loss of the RMS Titanic. Amberley, Stroud 2015, S. 204/205.
80. ↑  MAIB: Actions by steamship SS Californian during sinking of passenger cruise ship RMS Titanic, 1992-04-02, Abruf 2023-07-31, S. 5, 14.
81. ↑  Nach Walter Lord: The Night Lives On: The Untold Stories and Secrets Behind the Sinking of the "Unsinkable" Ship Titanic. Morrow, 1986, Kap. 14.
82. ↑  Samuel Halpern: The Circumstances in Connection with the SS Mount Temple. In: Samuel Halpern (Hrsg.): Report into the Loss of the SS Titanic: A Centennial Reappraisal. The History Press, Stroud 2016 (2012), S. 219–229, hier S. 225, 227.
83. ↑  Bill Wormstedt, Tad Fitch: An Account of the Saving of Those on Board. In: Samuel Halpern (Hrsg.): Report into the Loss of the SS Titanic: A Centennial Reappraisal. The History Press, Stroud 2016 (2012), S. 130–163, hier S. 146–148.
84. ↑  MAIB: Actions by steamship SS Californian during sinking of passenger cruise ship RMS Titanic, 1992-04-02, Abruf 2023-07-31, S. 14.
85. ↑  Samuel Halpern: The Circumstances in Connection with the SS Californian. In: Samuel Halpern (Hrsg.): Report into the Loss of the SS Titanic: A Centennial Reappraisal. The History Press, Stroud 2016 (2012), S. 181–218, hier S. 206.
86. ↑  Tad Fitch, J. Kent Layton, Bill Wormstedt: On a Sea of Glass. The Life & Loss of the RMS Titanic. Amberley, Stroud 2015, S. 366.
87. ↑  Heba Hasan: Author ‘Predicts’ Titanic Sinking, 14 Years Earlier. In: time.com. 14. April 2012, abgerufen am 17. Juli 2023 (englisch).
88. ↑  From the Old World to the New. In: attackingthedevil.co.uk. Abgerufen am 17. Juli 2023 (englisch).
89. ↑  William Thomas Stead: From the Old World to the New. A Christmas Story of Chicago Exhibition, 1893. S. 43. In: The Review of Reviews Christmas Edition, Dec. 1892. Abgerufen am 15. Oktober 2023.
90. ↑  Tad Fitch, J. Kent Layton, Bill Wormstedt: On a Sea of Glass. The Life & Loss of the RMS Titanic. Amberley, Stroud 2015, S. 179.
91. ↑  Tad Fitch, J. Kent Layton, Bill Wormstedt: On a Sea of Glass. The Life & Loss of the RMS Titanic. Amberley, Stroud 2015, S. 177.
92. ↑  Tad Fitch, J. Kent Layton, Bill Wormstedt: On a Sea of Glass. The Life & Loss of the RMS Titanic. Amberley, Stroud 2015, S. 177–179, 303.
93. ↑  Tad Fitch, J. Kent Layton, Bill Wormstedt: On a Sea of Glass. The Life & Loss of the RMS Titanic. Amberley, Stroud 2015, S. 177–179, 302–305.
94. ↑  Roger Hall: The Titanic's Last Tune. In: AmericanMusicPreservation.com. Abgerufen am 16. Juli 2023 (englisch).
95. ↑  Titanic dogs. In: liverpoolmuseums.org.uk. National Museums Liverpool, abgerufen am 16. Juli 2023 (englisch).
96. ↑  Randy Bryan Bigham: What happened to Lizzy? Exploring the mystery of Titanic victim Anne Eliza Isham. 7. Juni 2021, abgerufen am 25. August 2023 (englisch).
97. ↑  Michele Debczak: The Legend of Jenny, the 'Titanic' Cat Said to Have Predicted the Ship's Fate. In: Mental Floss. 4. April 2022, abgerufen am 16. Juli 2023 (englisch).
98. ↑  Nach: Tad Fitch, J. Kent Layton, Bill Wormstedt: On a Sea of Glass. The Life & Loss of the RMS Titanic. Amberley, Stroud 2015, S. 38.
99. ↑  David Grossman: New TechnologyInfrastructure & Transportation  The Wild Conspiracy Theory That the Titanic Never Sank. In: Popular Mechanics. 21. Juni 2023, abgerufen am 15. September 2023 (englisch).
100. ↑  Tad Fitch, J. Kent Layton, Bill Wormstedt: On a Sea of Glass. The Life & Loss of the RMS Titanic. Amberley, Stroud 2015, S. 38/39.
101. ↑  Gareth Russell: The Ship of Dreams. The Sinking of the Titanic and the End of the Edwardian Era. Atria, New York u. a. 2019, Kapitel 7.
102. ↑  Tad Fitch, J. Kent Layton, Bill Wormstedt: On a Sea of Glass. The Life & Loss of the RMS Titanic. Amberley, Stroud 2015, S. 39.
103. ↑  Reuters Fact Check: CORRECTED-Fact Check-J.P. Morgan did not sink the Titanic to push forward plans for the U.S. Federal Reserve. In: reuters.com. 17. März 2021, abgerufen am 17. Juli 2023 (englisch).